# Willem II in het seizoen 2013/14
Het seizoen 2013-2014 van Willem II was het 59ste seizoen van de Nederlandse betaaldvoetbalclub uit Tilburg sinds de invoering van het betaald voetbal in 1954. De club speelde door de rechtstreekse degradatie in het voorgaande seizoen in de Eerste divisie, maar wist opnieuw promotie af te dwingen naar de hoogste klasse door als eerste te eindigen in de competitie.

## Seizoensverloop

### Transfers en personele wisselingen

#### Directie
Tijdens het nog lopende vorige seizoen maakte Willem II bekend dat in de zomerstop voor dit seizoen afscheid zou worden genomen van algemeen directeur Marco Faber en technisch directeur Marc van Hintum. Van Hintum's contract werd volgens Willem II om financiële redenen niet verlengd. Na twee jaar vertrok oud-speler Van Hintum, zodat de club een andere invulling kon geven aan de functie van technisch directeur. Die andere invulling werd een dubbelfunctie voor trainer Jurgen Streppel. Streppel verlengde zijn aflopende contract met twee jaar en was met ingang van 1 juli 2013 zowel trainer als technisch directeur. Algemeen directeur Marco Faber werd per 1 september 2013 opgevolgd door Berry van Gool. In de periode tussen het vertrek van Faber en het aantreden van Van Gool trad Peter Gallé op als algemeen directeur ad-interim.

#### Vertrek van clubicoon
Assistent-trainer John Feskens vertrok ook. Mister Willem II - hij speelde de meeste wedstrijden voor de club - was bij Willem II in 2010 aangesteld als cultuurbewaker in de technische staf. Hij kreeg echter een sterk verlaagde aanbieding van Willem II om zijn contract te verlengen. Toen hij met een tegenvoorstel kwam, kreeg hij de mededeling dat er geen nieuwe aanbieding kwam en kon vertrekken. Supporters reageerden furieus en startten een petitie om Feskens alsnog voor de club te houden. Dat lukte echter niet. Ook Feskens was gepikeerd. Volgens Feskens is Streppel degene die het vertrek van hem heeft doorgedrukt. "Vanaf het moment dat Jurgen hier twee jaar terug begon, had ik al het gevoel dat hij me langzaam op een zijspoor probeerde te duwen. Dat heb ik nooit naar buiten toe gezegd, maar zo voelde het wel. Ik was te mondig, gaf mijn mening als ik het ergens niet mee eens was. Dat botste nog weleens. Maar ik vond en vind dat een assistent zijn mening mág geven. Dat is toch je taak? Ik vind het jammer dat de clubleiding zich nu laat leiden door de mening van een passant." Feskens tekende niet veel later bij PSV als analist. In de technische staf werd hij vervangen door Dirk Heesen en Jan de Hoon.

#### Samenstelling selectie
Willem II moest door de degradatie naar de Eerste divisie afscheid nemen van een rits spelers. Onder meer Marc Höcher, Aurélien Joachim, Genaro Snijders, Danny Guijt, Mitchell Piqué en Sofian Akouili vertrokken. Hans Mulder, die nog herstellende was van een zware blessure kon wel bijtekenen, maar koos er zelf voor om zijn contract niet te verlengen. Philipp Haastrup verraste iedereen door zijn contract in te leveren en terug te gaan naar Duitsland om te gaan studeren. Tim Cornelisse (die was gehuurd van FC Twente) en David Meul zouden ook vertrekken, maar tekenden na een aantal weken in de voorbereiding alsnog bij Willem II. Meul was niet akkoord gegaan met een verlaagde aanbieding, maar vond geen nieuwe club. Daarnaast bleef Willem II op zoek naar een keeper.
Ruud van der Rijt leek zijn carrière te moeten beëindigen nadat hij vanwege een knieblessure afgekeurd was voor betaald voetbal. Hij wendde zich echter tot Belgische artsen voor een second opinion en die gaven hem nog een vleugje hoop. Eind augustus werd echter bekend dat ook de Belgische artsen de verdediger afgekeurd hadden. Van der Rijt moest alsnog zijn carrière beëindigen.
Jonas Van Kerckhoven, die in de voorlaatste wedstrijd van het voorgaande seizoen zijn debuut had gemaakt, zou definitief worden overgeheveld naar de A-selectie. Club Brugge, de club waar hij zijn jeugdopleiding genoot, kwam ineens alsnog op de proppen met een claim voor een opleidingsvergoeding die Willem II niet kon en niet wilde betalen. Van Kerckhoven moest noodgedwongen vertrekken. In de voorbereiding maakte een grote groep jonge spelers deel uit van de selectie. Uiteindelijk waren er drie spelers die de uiteindelijke schifting overleefden en deel zouden uitmaken van de selectie: Maxim Deckers, Mitch van der Ven en Justin Mathieu. Larbi El Harouchi werd net als Jeroen Lumu bij het beloftenelftal geplaatst. Eind augustus keerde Lumu weer terug bij de eerste selectie. Ryan Sanusi legde een proefperiode af bij Queen's Park Rangers, maar keerde zonder transfer terug bij Willem II.
Op de transfermarkt was Willem II succesvol met de huurtransfer van Ruud Boymans. Verder werden onder meer Ali Messaoud, Bruno Andrade, Norair Mamedov, Freek Heerkens en Dries Wuytens vastgelegd. De Braziliaan Renan Zanelli maakte in het kielzog van zijn landgenoot Andrade de hele voorbereiding mee. In de week voor de eerste competitiewedstrijd kreeg hij een contract. Na 2 wedstrijden verkocht Willem II Virgil Misidjan voor ongeveer 700.000 euro aan de Bulgaarse kampioen PFK Ludogorets. Terell Ondaan werd vlak daarna vastgelegd als zijn opvolger. Ondaan had in drie wedstrijden voor Telstar al vier keer gescoord. Hij was overgekomen van AZ, maar omdat hij amateurbasis uitkwam voor de club uit Velsen kon hij weer overstappen naar de Tricolores.

### Voorbereiding en seizoenstart
De voorbereiding van Willem II verliep rustig. Er werd slechts één keer verloren, in een geheime wedstrijd tegen AFC Ajax. Wel waren er een aantal organisatorische perikelen. Zo moest de perspresentatie worden uitgesteld omdat de nieuwe shirts nog niet waren geleverd. Ook was er een kleine rel omdat de club er niet in was geslaagd een oefenwedstrijd te regelen voor de Koningsdag (de jaarlijkse open dag). Willem II had het Turkse Fenerbahçe SK weten te strikken, maar deze wedstrijd werd door de burgemeester van Tilburg verboden. Een andere tegenstander kon niet meer gevonden worden.
Op 4 augustus opende Willem II het seizoen in een thuiswedstrijd tegen FC Den Bosch. De wedstrijd eindigde in een 2-2 gelijkspel.

## Transfers

### Vertrokken
| Vlag van Duitsland | Philipp Haastrup     | 31 | 1  | BFC Dynamo (Amateurs), gestopt                                |                    |                   |   |   |                |
| Vlag van Marokko   | Sofian Akouili       | 28 | 0  | Atıraw FK                                                     |                    |                   |   |   |                |
| Vlag van Nederland | Sanny Monteiro       | 1  | 0  | FC Oss                                                        |                    |                   |   |   |                |
| Vlag van Nederland | Danny Guijt          | 48 | 8  | Vv Katwijk                                                    |                    |                   |   |   |                |
| Vlag van Nederland | Nicky Hofs           | 9  | 0  | MASV (Amateurs), gestopt, was gehuurd van Vitesse             |                    |                   |   |   |                |
| Vlag van Nederland | Jeffrey van Nuland   | 9  | 1  | Helmond Sport, was verhuurd aan Helmond Sport                 |                    |                   |   |   |                |
| Vlag van Nederland | Genaro Snijders      | 23 | 2  | FC Dordrecht                                                  |                    |                   |   |   |                |
| Vlag van Nederland | Marc Höcher          | 48 | 6  | Roda JC Kerkrade                                              |                    |                   |   |   |                |
| Vlag van Luxemburg | Aurélien Joachim     | 25 | 6  | RKC Waalwijk, was gehuurd van F91 Dudelange                   |                    |                   |   |   |                |
| Vlag van Nederland | Mitchell Piqué       | 48 | 1  | gestopt                                                       | Vlag van Nederland | Arjan Christianen | 1 | 0 | RKSV Halsteren |
| Vlag van Nederland | Hans Mulder          | 52 | 4  | N.E.C.                                                        |                    |                   |   |   |                |
| Vlag van België    | Jonas Van Kerckhoven | 2  | 0  | KSV Oudenaarde                                                |                    |                   |   |   |                |
| Vlag van Nederland | Ruud van der Rijt    | 18 | 0  | medisch afgekeurd                                             |                    |                   |   |   |                |
| Vlag van Servië    | Žarko Grabovac       | 7  | 0  | Per 5 januari 2014 gestopt                                    |                    |                   |   |   |                |
| Vlag van België    | Jens Podevijn        | 28 | 3  | FCV Dender EH (vanaf januari 2014)                            |                    |                   |   |   |                |
|                    | Verhuurd             |    |    |                                                               |                    |                   |   |   |                |
| Vlag van Nederland | Kevin Brands         | 13 | 0  | SC Cambuur (tot januari 2014) SC Telstar (vanaf januari 2014) |                    |                   |   |   |                |
| Vlag van België    | Ryan Sanusi          | 16 | 1  | FC Oss (vanaf januari 2014)                                   |                    |                   |   |   |                |
| Vlag van België    | Maxim Deckers        | 0  | 0  | FC Oss (vanaf januari 2014)                                   |                    |                   |   |   |                |
|                    | Verkocht             |    |    |                                                               |                    |                   |   |   |                |
| Vlag van Nederland | Virgil Misidjan      | 54 | 10 | PFK Ludogorets                                                |                    |                   |   |   |                |
| Vlag van Nederland | Jeroen Lumu          | 28 | 3  | PFK Ludogorets (per januari 2014)                             |                    |                   |   |   |                |

### Aangetrokken
|                    | Naam                     | Vorige club                        |         |         |         |
|                    | Gekocht                  | Gekocht                            | Gekocht | Gekocht | Gekocht |
|                    | Gehuurd                  | Gehuurd                            | Gehuurd | Gehuurd | Gehuurd |
| ------------------ | ------------------------ | ---------------------------------- | ------- | ------- | ------- |
| Vlag van Nederland | Mats van Huijgevoort     | Feyenoord                          |         |         |         |
| Vlag van Nederland | Ruud Boymans             | AZ                                 |         |         |         |
| Vlag van België    | Jonas Heymans            | AZ (vanaf januari 2014)            |         |         |         |
|                    | Transfervrij overgenomen |                                    |         |         |         |
| Vlag van Nederland | Freek Heerkens           | Go Ahead Eagles                    |         |         |         |
| Vlag van Brazilië  | Bruno Andrade            | Audax Rio de Janeiro Esporte Clube |         |         |         |
| Vlag van Brazilië  | Renan Zanelli            | Audax Rio de Janeiro Esporte Clube |         |         |         |
| Vlag van België    | Dries Wuytens            | K. Beerschot AC                    |         |         |         |
| Vlag van België    | Stijn Wuytens            | K. Beerschot AC                    |         |         |         |
| Vlag van Marokko   | Ali Messaoud             | AZ                                 |         |         |         |
| Vlag van Nederland | Ruud Swinkels            | SC Cambuur                         |         |         |         |
| Vlag van Armenië   | Norair Mamedov           | PEC Zwolle                         |         |         |         |
| Vlag van Nederland | Tim Cornelisse           | FC Twente                          |         |         |         |
| Vlag van Nederland | Terell Ondaan            | SC Telstar                         |         |         |         |
| Vlag van Servië    | Žarko Grabovac           | De Treffers                        |         |         |         |
| Vlag van Nederland | Denny Landzaat           | geen club (per januari 2014)       |         |         |         |
| Vlag van Nederland | Charlton Vicento         | PAS Giannina (per januari 2014)    |         |         |         |
|                    | Eigen jeugd              |                                    |         |         |         |
| Vlag van België    | Maxim Deckers            |                                    |         |         |         |
| Vlag van Nederland | Justin Mathieu           |                                    |         |         |         |
| Vlag van Nederland | Mitch van der Ven        |                                    |         |         |         |

## Eerste elftal

### Selectie
| Nr. |                    | Naam                 | Competitie, dit seizoen | Competitie, dit seizoen | Totaal Competitie Willem II | Totaal Competitie Willem II | Seizoen | Vorige club             | Competitiedebuut  | Opmerkingen                                  |         |         |         |         |         |         |
| Nr. | W                  | Naam                 | voetbal                 | W                       | voetbal                     |                             | Seizoen | Vorige club             | Competitiedebuut  | Opmerkingen                                  |         |         |         |         |         |         |
|     |                    | Keepers              | Keepers                 | Keepers                 | Keepers                     | Keepers                     | Keepers | Keepers                 | Keepers           | Keepers                                      | Keepers | Keepers | Keepers | Keepers | Keepers | Keepers |
| --- | ------------------ | -------------------- | ----------------------- | ----------------------- | --------------------------- | --------------------------- | ------- | ----------------------- | ----------------- | -------------------------------------------- | ------- | ------- | ------- | ------- | ------- | ------- |
| 1   | Vlag van België    | David Meul           | 3                       | 0                       | 70                          | 0                           | 3e      | SC Cambuur              | 5 augustus 2011   |                                              |         |         |         |         |         |         |
| 21  | Vlag van Nederland | Mattijs Branderhorst | 0                       | 0                       | 0                           | 0                           | 2e      | Jeugdopl. Willem II     | n.n.g.            |                                              |         |         |         |         |         |         |
| 31  | Vlag van Nederland | Ruud Swinkels        | 35                      | 0                       | 35                          | 0                           | 1e      | SC Cambuur              | 23 augustus 2013  | Amateurbasis                                 |         |         |         |         |         |         |
|     |                    | Verdedigers          |                         |                         |                             |                             |         |                         |                   |                                              |         |         |         |         |         |         |
| 2   | Vlag van Nederland | Kees van Buuren      | 7                       | 0                       | 32                          | 0                           | 2e      | FC Den Bosch            | 10 augustus 2012  |                                              |         |         |         |         |         |         |
| 3   | Vlag van Nederland | Freek Heerkens       | 28                      | 0                       | 28                          | 0                           | 1e      | Go Ahead Eagles         | 4 augustus 2013   |                                              |         |         |         |         |         |         |
| 4   | Vlag van Nederland | Jordens Peters       | 35                      | 3                       | 63                          | 5                           | 2e      | FC Den Bosch            | 19 augustus 2012  |                                              |         |         |         |         |         |         |
| 5   | Vlag van Syrië     | Gaby Jallo           | 27                      | 0                       | 42                          | 0                           | 2e      | Heracles Almelo         | 19 augustus 2012  |                                              |         |         |         |         |         |         |
| 15  | Vlag van België    | Dries Wuytens        | 34                      | 3                       | 34                          | 3                           | 1e      | K. Beerschot AC         | 4 augustus 2013   |                                              |         |         |         |         |         |         |
| 16  | Vlag van Nederland | Mats van Huijgevoort | 1                       | 0                       | 1                           | 0                           | 1e      | Feyenoord               | 25 april 2014     |                                              |         |         |         |         |         |         |
| 19  | Vlag van België    | Jonas Heymans        | 12                      | 5                       | 12                          | 5                           | 1e      | AZ                      | 8 februari 2014   | Per januari 2014 gehuurd van AZ              |         |         |         |         |         |         |
| 28  | Vlag van Nederland | Tim Cornelisse       | 23                      | 0                       | 37                          | 0                           | 2e      | FC Twente               | 3 februari 2013   |                                              |         |         |         |         |         |         |
|     |                    | Middenvelders        |                         |                         |                             |                             |         |                         |                   |                                              |         |         |         |         |         |         |
| 6   | Vlag van Nederland | Niek Vossebelt       | 22                      | 1                       | 86                          | 6                           | 4e      | FC Zwolle               | 7 augustus 2010   |                                              |         |         |         |         |         |         |
| 8   | Vlag van België    | Robbie Haemhouts     | 33                      | 1                       | 87                          | 9                           | 3e      | Helmond Sport           | 5 augustus 2011   |                                              |         |         |         |         |         |         |
| 10  | Vlag van Marokko   | Ali Messaoud         | 36                      | 10                      | 36                          | 10                          | 1e      | AZ                      | 4 augustus 2013   |                                              |         |         |         |         |         |         |
| 12  | Vlag van Nederland | Ricardo Ippel        | 35                      | 0                       | 72                          | 2                           | 4e      | Jeugdopl. Willem II     | 11 september 2010 |                                              |         |         |         |         |         |         |
| 18  | Vlag van Nederland | Simon van Zeelst     | 2                       | 0                       | 8                           | 0                           | 2e      | Jeugdopl. Willem II     | 6 april 2013      |                                              |         |         |         |         |         |         |
| 20  | Vlag van Brazilië  | Renan Zanelli        | 8                       | 0                       | 8                           | 0                           | 1e      | Audax Rio               | 17 augustus 2013  |                                              |         |         |         |         |         |         |
| 23  | Vlag van Nederland | Denny Landzaat       | 9                       | 0                       | 148                         | 38                          | 6e      | FC Twente               | 12 augustus 1999  | Per 16 januari 2014 (amateurbasis)           |         |         |         |         |         |         |
| 29  | Vlag van België    | Stijn Wuytens        | 10                      | 1                       | 10                          | 1                           | 1e      | K. Beerschot AC         | 13 december 2013  |                                              |         |         |         |         |         |         |
| 44  | Vlag van Nederland | Mitch van der Ven    | 1                       | 0                       | 1                           | 0                           | 1e      | Jeugdopl. Willem II     | 20 oktober 2013   |                                              |         |         |         |         |         |         |
| 49  | Vlag van België    | Jordy Vleugels       | 1                       | 0                       | 1                           | 0                           | 1e      | Jeugdopl. Willem II     | 25 april 2014     |                                              |         |         |         |         |         |         |
|     |                    | Aanvallers           |                         |                         |                             |                             |         |                         |                   |                                              |         |         |         |         |         |         |
| 7   | Vlag van Nederland | Virgil Misidjan      | 2                       | 0                       | 54                          | 10                          | 3e      | Jeugdopl. Willem II     | 29 januari 2012   | verkocht aan PFK Ludogorets                  |         |         |         |         |         |         |
| 7   | Vlag van Nederland | Terell Ondaan        | 34                      | 6                       | 34                          | 6                           | 1e      | SC Telstar              | 23 augustus 2013  |                                              |         |         |         |         |         |         |
| 9   | Vlag van Nederland | Ruud Boymans         | 36                      | 27                      | 36                          | 27                          | 1e      | AZ                      | 4 augustus 2013   |                                              |         |         |         |         |         |         |
| 11  | Vlag van Brazilië  | Bruno Andrade        | 29                      | 14                      | 29                          | 14                          | 1e      | Audax Rio               | 10 augustus 2013  |                                              |         |         |         |         |         |         |
| 14  | Vlag van België    | Jens Podevijn        | 3                       | 0                       | 28                          | 3                           | 3e      | VC Eendracht Aalst 2002 | 13 februari 2012  | Per 29 januari 2014 gestopt                  |         |         |         |         |         |         |
| 17  | Vlag van Armenië   | Norair Mamedov       | 22                      | 2                       | 22                          | 2                           | 1e      | PEC Zwolle              | 4 augustus 2013   |                                              |         |         |         |         |         |         |
| 23  | Vlag van Servië    | Žarko Grabovac       | 7                       | 0                       | 7                           | 0                           | 1e      | De Treffers             | 8 september 2013  | Per 5 januari 2014 gestopt                   |         |         |         |         |         |         |
| 36  | Vlag van Nederland | Charlton Vicento     | 12                      | 0                       | 12                          | 0                           | 1e      | PAS Giannina            | 2 februari 2014   | Per 28 januari 2014                          |         |         |         |         |         |         |
| 37  | Vlag van Nederland | Jeroen Lumu          | 8                       | 1                       | 28                          | 3                           | 3e      | Jeugdopl. Willem II     | 16 januari 2012   | Per januari 2014 verkocht aan PFK Ludogorets |         |         |         |         |         |         |
| 47  | Vlag van Nederland | Justin Mathieu       | 9                       | 1                       | 9                           | 1                           | 1e      | Jeugdopl. Willem II     | 23 augustus 2013  |                                              |         |         |         |         |         |         |

cursief = tijdens het seizoen (tijdelijk) vertrokken

### Staf
|                    | Naam                   | Functie                               |                                 |
| ------------------ | ---------------------- | ------------------------------------- | ------------------------------- |
| Vlag van Nederland | Jurgen Streppel        | Hoofdtrainer / technisch manager      |                                 |
| Vlag van Nederland | Dirk Heesen            | assistent-trainer                     |                                 |
| Vlag van Nederland | Jan de Hoon            | assistent-trainer / trainer beloften  |                                 |
| Vlag van Nederland | Dirk Jan Derksen       | spitstrainer                          | 2 dagen per week bij trainingen |
| Vlag van Nederland | Raymond Vissers        | 2e assistent-trainer / keeperstrainer |                                 |
| Vlag van Nederland | Arno Arts              | Stagiair Cursus Coach Betaald Voetbal |                                 |
| Vlag van Nederland | Jan Vioen              | Clubarts                              |                                 |
| Vlag van Nederland | Henri van Amelsfort    | Verzorger                             |                                 |
| Vlag van Nederland | Gijs van der Brom      | Fysiotherapeut                        |                                 |
| Vlag van Nederland | Raymond de Jong        | Fysiotherapeut                        |                                 |
| Vlag van Nederland | Mitchell van Amelsfort | Materiaalman                          |                                 |
| Vlag van Nederland | Rene Vermetten         | Materiaalman/Persvoorlichter          |                                 |

## Beloftenelftal
| Naam speler (vorige club)              | Naam speler (vorige club)           |
| -------------------------------------- | ----------------------------------- |
| Berry Sonnenschein (RJO Willem II/RKC) | Stijn Derkx (RJO Willem II/RKC)     |
| Rick Vervaart (TSV LONGA)              | Jordy Vleugels (RJO Willem II/RKC)  |
| Frenkie de Jong (RJO Willem II/RKC)    | Clemens Rijnvos (RJO Willem II/RKC) |
| Thomas Schilders (Jong Brabant)        | John Heijstek (SC 't Zand)          |
| Mitchell van Zelst (K.S. Broekhoven )  | Larbi El Harouchi                   |
| Jason Wall (RKTVV)                     | Joey Lokasi (VV DESK)               |
| Paul Brok (RJO Willem II/RKC)          | Mattheys Kuypers (De Graafschap)    |
| Luke Mohrman (RJO Willem II/RKC)       | Jordy Taal (RJO Willem II/RKC)      |
| Alper Ozturk (RJO Willem II/RKC)       | Max Verkuijl (RJO Willem II/RKC)    |

Trainer: Jan de Hoon

#### Transfers Jong Willem II
|                    | Naam              | Nieuwe club           |          |
| ------------------ | ----------------- | --------------------- | -------- |
| Vlag van Nederland | Sanny Monteiro    | FC Oss                |          |
| Vlag van Nederland | Donny van der Wal | V.V. IJsselmeervogels |          |
| Vlag van Nederland | Dylan Jonkers     | Achilles Veen         |          |
| Vlag van Nederland | Rowendy Schoop    | RKAVV                 |          |
| Vlag van Nederland | Carlos dos Santos | AZSV                  |          |
| Vlag van Nederland | Sen Aerts         | KFC Witgoor Dessel    | (winter) |
| Vlag van Nederland | Nawid Sadat       | KV Turnhout           | (winter) |

## Wedstrijden

### Oefenwedstrijden

#### Voorbereiding
| 22 juni 2013, 16u00                                                                         | Diessense selectie | 0-5 (0-3) | Willem II | Opstelling Diessense selectie | Opstelling Willem II |
| Stadion: Sportpark Alsie (RKDSV), Diessen Toeschouwers: 1.100 Scheidsrechter: Guus Bierings |                    |           | 0-1 Larbi El Harouchi '3 0-2 Virgil Misidjan '12 0-3 Maxim Deckers '44 0-4 Kevin Brands '73 0-5 Bruno Andrade '75 |                               | Branderhorst, Van Buuren (Kalpoe/46), Wuytens (Heerkens/46), Peters (Ippel/46), Deckers (Jallo/46), Van der Ven (Vossebelt/46), Haemhouts (Zanelli/46), El Harouchi (Vleugels/46), Misidjan (Mathieu/46), Aerts (Brands/46), Derkx (Bruno Andrade/46) |
| Stadion: Sportpark Alsie (RKDSV), Diessen Toeschouwers: 1.100 Scheidsrechter: Guus Bierings |                    |           | |                               | Branderhorst, Van Buuren (Kalpoe/46), Wuytens (Heerkens/46), Peters (Ippel/46), Deckers (Jallo/46), Van der Ven (Vossebelt/46), Haemhouts (Zanelli/46), El Harouchi (Vleugels/46), Misidjan (Mathieu/46), Aerts (Brands/46), Derkx (Bruno Andrade/46) |
| Stadion: Sportpark Alsie (RKDSV), Diessen Toeschouwers: 1.100 Scheidsrechter: Guus Bierings |                    |           | |                               | Branderhorst, Van Buuren (Kalpoe/46), Wuytens (Heerkens/46), Peters (Ippel/46), Deckers (Jallo/46), Van der Ven (Vossebelt/46), Haemhouts (Zanelli/46), El Harouchi (Vleugels/46), Misidjan (Mathieu/46), Aerts (Brands/46), Derkx (Bruno Andrade/46) |
|                                                                                             |                    |           | |                               | |

| 26 juni 2013, 19u00                                                                        | ZIGO | 0-8 (0-1) | Willem II | Opstelling ZIGO | Opstelling Willem II |
| Stadion: Sportpark d'n Haaikaant, Tilburg Toeschouwers: 1.500 Scheidsrechter: Peter Govers |      |           | 0-1 Mitch van der Ven '35 0-2 Virgil Misidjan '47 0-3 Sen Aerts '74 0-4 Larbi El Harouchi '78 0-5 Larbi El Harouchi '79 0-6 Virgil Misidjan '83 0-7 Ryan Sanusi '87 0-8 Renan Zanelli '89 |                 | Zaari, Kalpoe (Van Buuren/46), Wuytens (Heerkens/46), Van Nuland (Peters/46), Jallo (Deckers/25), Ippel (Van Huijgevoort/46), Van Zeelst (Zanelli/46), Van der Ven (El Harouchi/46), Derkx (Misidjan/46), Aerts, Andrade (Sanusi/46) |
| Stadion: Sportpark d'n Haaikaant, Tilburg Toeschouwers: 1.500 Scheidsrechter: Peter Govers |      |           | |                 | Zaari, Kalpoe (Van Buuren/46), Wuytens (Heerkens/46), Van Nuland (Peters/46), Jallo (Deckers/25), Ippel (Van Huijgevoort/46), Van Zeelst (Zanelli/46), Van der Ven (El Harouchi/46), Derkx (Misidjan/46), Aerts, Andrade (Sanusi/46) |
| Stadion: Sportpark d'n Haaikaant, Tilburg Toeschouwers: 1.500 Scheidsrechter: Peter Govers |      |           | |                 | Zaari, Kalpoe (Van Buuren/46), Wuytens (Heerkens/46), Van Nuland (Peters/46), Jallo (Deckers/25), Ippel (Van Huijgevoort/46), Van Zeelst (Zanelli/46), Van der Ven (El Harouchi/46), Derkx (Misidjan/46), Aerts, Andrade (Sanusi/46) |
|                                                                                            |      |           | |                 | |

| 29 juni 2013, 16u00                                                                            | Jong Brabant | 0-12 (0-8) | Willem II | Opstelling Jong Brabant | Opstelling Willem II |
| Stadion: Sportpark Berkelseweg, Berkel-Enschot Toeschouwers: 1200 Scheidsrechter: Peter Govers |              |            | 0-1 Jordens Peters '6 0-2 Ali Messaoud '8 0-3 Sen Aerts '19 0-4 Virgil Misidjan '22 0-5 Renan Zanelli '25 0-6 Jens Podevijn '28 0-7 Jens Podevijn '38 0-8 Ali Messaoud '42 0-9 Bruno Andrade '46 0-10 Jordy Vleugels '62 0-11 Bruno Andrade '64 0-12 Ryan Sanusi '87 |                         | Branderhorst (Zaari/46), Van Buuren (Wuytens/46), Kalpoe, Peters (Van Nuland/46), Van Huijgevoort (Deckers/46), Zanelli (Van der Ven/46), Van Zeelst (Vleugels/46), Messaoud (Sanusi/46), Misidjan (Derkx/46), Aerts (Zanelli/75), Podevijn (Andrade/46) |
| Stadion: Sportpark Berkelseweg, Berkel-Enschot Toeschouwers: 1200 Scheidsrechter: Peter Govers |              |            | |                         | Branderhorst (Zaari/46), Van Buuren (Wuytens/46), Kalpoe, Peters (Van Nuland/46), Van Huijgevoort (Deckers/46), Zanelli (Van der Ven/46), Van Zeelst (Vleugels/46), Messaoud (Sanusi/46), Misidjan (Derkx/46), Aerts (Zanelli/75), Podevijn (Andrade/46) |
| Stadion: Sportpark Berkelseweg, Berkel-Enschot Toeschouwers: 1200 Scheidsrechter: Peter Govers |              |            | |                         | Branderhorst (Zaari/46), Van Buuren (Wuytens/46), Kalpoe, Peters (Van Nuland/46), Van Huijgevoort (Deckers/46), Zanelli (Van der Ven/46), Van Zeelst (Vleugels/46), Messaoud (Sanusi/46), Misidjan (Derkx/46), Aerts (Zanelli/75), Podevijn (Andrade/46) |
|                                                                                                |              |            | |                         | |

| 5 juli 2013, 19u00                                                                                        | Willem II             | 1-1 (1-0) | SC Eendracht Aalst  | Opstelling Willem II | Opstelling SC Eendracht Aalst |  |
| Stadion: Sportpark Berkelseweg, Berkel-Enschot Toeschouwers: 1.500 Scheidsrechter: Martin van den Kerkhof | '16 Renan Zanelli 1-0 |           | 1-1 Robin Nelis '80 | Zaari (Hengelman/46), Heerkens (Vleugels/60), Wuytens (Kalpoe/60), Peters, Van Huijgevoort (Deckers/60), Ippel (Vossebelt/60), Messaoud (Van der Ven/60), Zanelli (Van Zeelst/60), Misidjan (Mathieu/60), Mamedov (Aerts/60), Andrade (Derkx/60) | Verhoeven, Lievens (Smet/46), De Neve (Bogaerts/46), Filipović, Vanbelle (Kompany/46), Martin (Shkodra/46), Van Steenbrugghe (Kabeya/46), Van Damme (Ngasseu/46), Petrovic, Janssens (Nelis/75), Glouftsis (Bael/46) |  |
| Stadion: Sportpark Berkelseweg, Berkel-Enschot Toeschouwers: 1.500 Scheidsrechter: Martin van den Kerkhof |                       |           |                     | Zaari (Hengelman/46), Heerkens (Vleugels/60), Wuytens (Kalpoe/60), Peters, Van Huijgevoort (Deckers/60), Ippel (Vossebelt/60), Messaoud (Van der Ven/60), Zanelli (Van Zeelst/60), Misidjan (Mathieu/60), Mamedov (Aerts/60), Andrade (Derkx/60) | Verhoeven, Lievens (Smet/46), De Neve (Bogaerts/46), Filipović, Vanbelle (Kompany/46), Martin (Shkodra/46), Van Steenbrugghe (Kabeya/46), Van Damme (Ngasseu/46), Petrovic, Janssens (Nelis/75), Glouftsis (Bael/46) |  |
| Stadion: Sportpark Berkelseweg, Berkel-Enschot Toeschouwers: 1.500 Scheidsrechter: Martin van den Kerkhof |                       |           |                     | Zaari (Hengelman/46), Heerkens (Vleugels/60), Wuytens (Kalpoe/60), Peters, Van Huijgevoort (Deckers/60), Ippel (Vossebelt/60), Messaoud (Van der Ven/60), Zanelli (Van Zeelst/60), Misidjan (Mathieu/60), Mamedov (Aerts/60), Andrade (Derkx/60) | Verhoeven, Lievens (Smet/46), De Neve (Bogaerts/46), Filipović, Vanbelle (Kompany/46), Martin (Shkodra/46), Van Steenbrugghe (Kabeya/46), Van Damme (Ngasseu/46), Petrovic, Janssens (Nelis/75), Glouftsis (Bael/46) |  |
| |                       |           |                     | | |  |

| 9 juli 2013, 19u00                                                                          | Willem II             | 1-1 (0-0) | KVC Westerlo             | Opstelling Willem II | Opstelling KVC Westerlo |  |
| Stadion: Sportpark T.S.V. LONGA, Tilburg Toeschouwers: 1.100 Scheidsrechter: Christiaan Bax | '70 Bruno Andrade 1-0 |           | 1-1 Leandro Trossard '90 | Zaari, Ippel, Heerkens, Peters (Wuytens/60), Podevijn (Van Huijgevoort/46), Vossebelt (Deckers/60), Messaoud (Van der Ven/55), Zanelli (Van Zeelst/60), Misidjan, Boymans (Andrade/46), Mamedov (Mathieu/60) | Van Langendonck, Minne (Maertens/60), Rentmeister (Paulussen/60), N'Diaye (Vervoort/75), Van Den Bergh (Trenson/46), Bolat (Molenberghs/55), Cools (Vandenbergh/55), Rommens (Vanthournout/55), Van Den Buijs (Trossard/55), Van Belle (Geudens/55), Mathei (Janssens/55) |  |
| Stadion: Sportpark T.S.V. LONGA, Tilburg Toeschouwers: 1.100 Scheidsrechter: Christiaan Bax |                       |           |                          | Zaari, Ippel, Heerkens, Peters (Wuytens/60), Podevijn (Van Huijgevoort/46), Vossebelt (Deckers/60), Messaoud (Van der Ven/55), Zanelli (Van Zeelst/60), Misidjan, Boymans (Andrade/46), Mamedov (Mathieu/60) | Van Langendonck, Minne (Maertens/60), Rentmeister (Paulussen/60), N'Diaye (Vervoort/75), Van Den Bergh (Trenson/46), Bolat (Molenberghs/55), Cools (Vandenbergh/55), Rommens (Vanthournout/55), Van Den Buijs (Trossard/55), Van Belle (Geudens/55), Mathei (Janssens/55) |  |
| Stadion: Sportpark T.S.V. LONGA, Tilburg Toeschouwers: 1.100 Scheidsrechter: Christiaan Bax |                       |           |                          | Zaari, Ippel, Heerkens, Peters (Wuytens/60), Podevijn (Van Huijgevoort/46), Vossebelt (Deckers/60), Messaoud (Van der Ven/55), Zanelli (Van Zeelst/60), Misidjan, Boymans (Andrade/46), Mamedov (Mathieu/60) | Van Langendonck, Minne (Maertens/60), Rentmeister (Paulussen/60), N'Diaye (Vervoort/75), Van Den Bergh (Trenson/46), Bolat (Molenberghs/55), Cools (Vandenbergh/55), Rommens (Vanthournout/55), Van Den Buijs (Trossard/55), Van Belle (Geudens/55), Mathei (Janssens/55) |  |
|                                                                                             |                       |           |                          | | |  |

| 12 juli 2013, 19u00                                                                         | Willem II | 0-0 | Telstar | Opstelling Willem II | Opstelling Telstar                                                                                               |  |
| Stadion: Sportpark T.S.V. LONGA, Tilburg Toeschouwers: 1.200 Scheidsrechter: Ingmar Oostrom |           |     |         | Meul (Zaari/46), Heerkens, Wuytens, Peters, Desole (Jallo/55), Vossebelt (Zanelli/75), Messaoud (Van der Ven/75), Ippel (Van Zeelst/75), Andrade (Deckers/88), Mamedov, Podevijn (Mathieu/46) | Varkevisser, Correia, Keurntjes, Rifai, Mac-Intosch, Marveggio, Lettinga, Van Essen, Kulhan, Ondaan, Van Mieghem |  |
| Stadion: Sportpark T.S.V. LONGA, Tilburg Toeschouwers: 1.200 Scheidsrechter: Ingmar Oostrom |           |     |         | Meul (Zaari/46), Heerkens, Wuytens, Peters, Desole (Jallo/55), Vossebelt (Zanelli/75), Messaoud (Van der Ven/75), Ippel (Van Zeelst/75), Andrade (Deckers/88), Mamedov, Podevijn (Mathieu/46) | Varkevisser, Correia, Keurntjes, Rifai, Mac-Intosch, Marveggio, Lettinga, Van Essen, Kulhan, Ondaan, Van Mieghem |  |
| Stadion: Sportpark T.S.V. LONGA, Tilburg Toeschouwers: 1.200 Scheidsrechter: Ingmar Oostrom |           |     |         | Meul (Zaari/46), Heerkens, Wuytens, Peters, Desole (Jallo/55), Vossebelt (Zanelli/75), Messaoud (Van der Ven/75), Ippel (Van Zeelst/75), Andrade (Deckers/88), Mamedov, Podevijn (Mathieu/46) | Varkevisser, Correia, Keurntjes, Rifai, Mac-Intosch, Marveggio, Lettinga, Van Essen, Kulhan, Ondaan, Van Mieghem |  |
|                                                                                             |           |     |         | | |  |

| 18 juli 2013, 19u00                                                                      | Willem II            | 1-0 (0-0) | Coventry City | Opstelling Willem II | Opstelling Coventry City |  |
| Stadion: Sportpark de Westeneng, Garderen Toeschouwers: 50 Scheidsrechter: Dennis Higler | '52 Ali Messaoud 1-0 |           |               | Meul (Branderhorst/43), Heerkens, Wuytens, Peters, Jallo (Podevijn/65), Vossebelt (Ippel/79), Messaoud (Van der Ven/85), Haemhouts (Zanelli/46), Misidjan, Boymans (Mathieu/62), Andrade (Mamedov/12, Van Huijgevoort/79) | Murphy (Burge/60), Christie, Clarke, Willis (Phillips/60), Adams (Haynes/60), Baker (Garner/60), Fleck (Lobjoit/60), Thomas (Daniels/60), Proefspeler, Moussa (Maund/60), Proefspeler (Wilson/46) |  |
| Stadion: Sportpark de Westeneng, Garderen Toeschouwers: 50 Scheidsrechter: Dennis Higler |                      |           |               | Meul (Branderhorst/43), Heerkens, Wuytens, Peters, Jallo (Podevijn/65), Vossebelt (Ippel/79), Messaoud (Van der Ven/85), Haemhouts (Zanelli/46), Misidjan, Boymans (Mathieu/62), Andrade (Mamedov/12, Van Huijgevoort/79) | Murphy (Burge/60), Christie, Clarke, Willis (Phillips/60), Adams (Haynes/60), Baker (Garner/60), Fleck (Lobjoit/60), Thomas (Daniels/60), Proefspeler, Moussa (Maund/60), Proefspeler (Wilson/46) |  |
| Stadion: Sportpark de Westeneng, Garderen Toeschouwers: 50 Scheidsrechter: Dennis Higler |                      |           |               | Meul (Branderhorst/43), Heerkens, Wuytens, Peters, Jallo (Podevijn/65), Vossebelt (Ippel/79), Messaoud (Van der Ven/85), Haemhouts (Zanelli/46), Misidjan, Boymans (Mathieu/62), Andrade (Mamedov/12, Van Huijgevoort/79) | Murphy (Burge/60), Christie, Clarke, Willis (Phillips/60), Adams (Haynes/60), Baker (Garner/60), Fleck (Lobjoit/60), Thomas (Daniels/60), Proefspeler, Moussa (Maund/60), Proefspeler (Wilson/46) |  |
|                                                                                          |                      |           |               | | |  |

| 28 juli 2013, 11u00                                                       | AFC Ajax                                                              | 3-1 (2-0) | Willem II             | Opstelling AFC Ajax                                                                                 | Opstelling Willem II |  |
| Stadion: Sportpark De Toekomst, Amsterdam Toeschouwers: 0 Scheidsrechter: | '22 Mike van der Hoorn 1-0 '37 Tobias Sana 2-0 '77 Thulani Serero 3-1 |           | 2-1 Dries Wuytens '71 | Cillessen, Ligeon, Van der Hoorn, Denswil, Boilesen, Klaassen, Poulsen, Serero, Sana, Hoesen, De Sa | Meul, Podevijn (Ippel/86), Wuytens, Peters (Van Huijgevoort/78), Jallo, Vossebelt, Messaoud, Haemhouts (Zanelli/61), Misidjan, Boymans, Mamedov (Mathieu/83) |  |
| Stadion: Sportpark De Toekomst, Amsterdam Toeschouwers: 0 Scheidsrechter: |                                                                       |           |                       | Cillessen, Ligeon, Van der Hoorn, Denswil, Boilesen, Klaassen, Poulsen, Serero, Sana, Hoesen, De Sa | Meul, Podevijn (Ippel/86), Wuytens, Peters (Van Huijgevoort/78), Jallo, Vossebelt, Messaoud, Haemhouts (Zanelli/61), Misidjan, Boymans, Mamedov (Mathieu/83) |  |
| Stadion: Sportpark De Toekomst, Amsterdam Toeschouwers: 0 Scheidsrechter: |                                                                       |           |                       | Cillessen, Ligeon, Van der Hoorn, Denswil, Boilesen, Klaassen, Poulsen, Serero, Sana, Hoesen, De Sa | Meul, Podevijn (Ippel/86), Wuytens, Peters (Van Huijgevoort/78), Jallo, Vossebelt, Messaoud, Haemhouts (Zanelli/61), Misidjan, Boymans, Mamedov (Mathieu/83) |  |
|                                                                           |                                                                       |           |                       | | |  |

### Eerste divisie

#### Augustus 2013
| 4 augustus 2013, 12u30                                                                             | Willem II                                | 2-2 (1-1) | FC Den Bosch                                               | Opstelling Willem II | Opstelling FC Den Bosch |  |
| Stadion: Koning Willem II Stadion, Tilburg Toeschouwers: 8.500 Scheidsrechter: Reinold Wiedemeijer | '6 Ruud Boymans 1-0 '87 Ruud Boymans 2-1 |           | 1-1 Benjamin van den Broek '33 2-2 Furhgill Zeldenrust '89 | Meul, Heerkens, Wuytens, Peters, Jallo , Vossebelt, Haemhouts (Van Zeelst/83), Messaoud, Misidjan, Boymans, Mamedov (Podevijn/66) | Appels (S. van Beers/32), Rutten , Stam, De Bock, Cruz Vicente, Van den Broek, Kılıç (De Looijer/79), Boddaert, Bakx (Mols/79), Seuntjens, Zeldenrust |  |
| Stadion: Koning Willem II Stadion, Tilburg Toeschouwers: 8.500 Scheidsrechter: Reinold Wiedemeijer |                                          |           |                                                            | Meul, Heerkens, Wuytens, Peters, Jallo , Vossebelt, Haemhouts (Van Zeelst/83), Messaoud, Misidjan, Boymans, Mamedov (Podevijn/66) | Appels (S. van Beers/32), Rutten , Stam, De Bock, Cruz Vicente, Van den Broek, Kılıç (De Looijer/79), Boddaert, Bakx (Mols/79), Seuntjens, Zeldenrust |  |
| Stadion: Koning Willem II Stadion, Tilburg Toeschouwers: 8.500 Scheidsrechter: Reinold Wiedemeijer |                                          |           |                                                            | Meul, Heerkens, Wuytens, Peters, Jallo , Vossebelt, Haemhouts (Van Zeelst/83), Messaoud, Misidjan, Boymans, Mamedov (Podevijn/66) | Appels (S. van Beers/32), Rutten , Stam, De Bock, Cruz Vicente, Van den Broek, Kılıç (De Looijer/79), Boddaert, Bakx (Mols/79), Seuntjens, Zeldenrust |  |
| |                                          |           |                                                            | | |  |

| 9 augustus 2013, 20u00                                                                        | VVV-Venlo                                       | 2-0 (1-0) | Willem II | Opstelling VVV-Venlo | Opstelling Willem II |  |
| Stadion: Seacon Stadion - De Koel -, Venlo Toeschouwers: 4.403 Scheidsrechter: Jeroen Sanders | '45 Randy Wolters 1-0 '90+2 Jules Reimerink 2-0 |           |           | Mäenpää, Joppen, Promes, Fleuren , Balkestein, Kruijsen, Otsu (Altheer/73), Post, Reimerink , Rajcomar (Nwofor/87), Wolters (Cooper/86) | Meul, Heerkens (Podevijn/80), Wuytens , Peters, Jallo, Vossebelt, Messaoud, Haemhouts (Ippel/72), Misidjan , Boymans , Mamedov (Bruno Andrade/48) |  |
| Stadion: Seacon Stadion - De Koel -, Venlo Toeschouwers: 4.403 Scheidsrechter: Jeroen Sanders |                                                 |           |           | Mäenpää, Joppen, Promes, Fleuren , Balkestein, Kruijsen, Otsu (Altheer/73), Post, Reimerink , Rajcomar (Nwofor/87), Wolters (Cooper/86) | Meul, Heerkens (Podevijn/80), Wuytens , Peters, Jallo, Vossebelt, Messaoud, Haemhouts (Ippel/72), Misidjan , Boymans , Mamedov (Bruno Andrade/48) |  |
| Stadion: Seacon Stadion - De Koel -, Venlo Toeschouwers: 4.403 Scheidsrechter: Jeroen Sanders |                                                 |           |           | Mäenpää, Joppen, Promes, Fleuren , Balkestein, Kruijsen, Otsu (Altheer/73), Post, Reimerink , Rajcomar (Nwofor/87), Wolters (Cooper/86) | Meul, Heerkens (Podevijn/80), Wuytens , Peters, Jallo, Vossebelt, Messaoud, Haemhouts (Ippel/72), Misidjan , Boymans , Mamedov (Bruno Andrade/48) |  |
|                                                                                               |                                                 |           |           | | |  |

| 16 augustus 2013, 20u00                                                                    | SBV Excelsior             | 1-2 (0-1) | Willem II                                   | Opstelling SBV Excelsior | Opstelling Willem II |  |
| Stadion: Stadion Woudestein, Rotterdam Toeschouwers: 2.458 Scheidsrechter: Richard Martens | '90/pen Lars Veldwijk 1-2 |           | 0-1 Jordens Peters '24 0-2 Ruud Boymans '47 | Deckers, Van Diermen, Eekman, Fischer, Brito, Stans, Vermeulen (Blij/57), Kruys (Auassar/73), Hutten, Veldwijk, Janga (Botaka/46) | Meul, Heerkens, Wuytens , Peters , Jallo, Haemhouts (Ippel/75), Messaoud (Zanelli/87), Vossebelt, Podevijn, Boymans, Andrade (Mamedov/83) |  |
| Stadion: Stadion Woudestein, Rotterdam Toeschouwers: 2.458 Scheidsrechter: Richard Martens |                           |           |                                             | Deckers, Van Diermen, Eekman, Fischer, Brito, Stans, Vermeulen (Blij/57), Kruys (Auassar/73), Hutten, Veldwijk, Janga (Botaka/46) | Meul, Heerkens, Wuytens , Peters , Jallo, Haemhouts (Ippel/75), Messaoud (Zanelli/87), Vossebelt, Podevijn, Boymans, Andrade (Mamedov/83) |  |
| Stadion: Stadion Woudestein, Rotterdam Toeschouwers: 2.458 Scheidsrechter: Richard Martens |                           |           |                                             | Deckers, Van Diermen, Eekman, Fischer, Brito, Stans, Vermeulen (Blij/57), Kruys (Auassar/73), Hutten, Veldwijk, Janga (Botaka/46) | Meul, Heerkens, Wuytens , Peters , Jallo, Haemhouts (Ippel/75), Messaoud (Zanelli/87), Vossebelt, Podevijn, Boymans, Andrade (Mamedov/83) |  |
|                                                                                            |                           |           |                                             | | |  |

| 23 augustus 2013, 20u00                                                                       | Willem II                                                      | 3-0 (1-0) | Sparta Rotterdam | Opstelling Willem II | Opstelling Sparta Rotterdam |  |
| Stadion: Koning Willem II Stadion, Tilburg Toeschouwers: 8.200 Scheidsrechter: Eric Braamhaar | '35 Ali Messaoud 1-0 '62 Ali Messaoud 2-0 '75 Ruud Boymans 3-0 |           |                  | Swinkels, Heerkens, Peters, Wuytens, Jallo, Vossebelt, Ippel, Messaoud (Haemhouts/82), Ondaan (Mamedov/62), Boymans, Andrade (Mathieu/89) | Sinouh, Gielisse, Luirink, Ramsteijn, Misidjan, Bel Hassani, Bruinier (Bilate/71), Nieuwendaal, De Nooijer (Doğan/80), Voskamp , Langedijk (Deekman/62) |  |
| Stadion: Koning Willem II Stadion, Tilburg Toeschouwers: 8.200 Scheidsrechter: Eric Braamhaar |                                                                |           |                  | Swinkels, Heerkens, Peters, Wuytens, Jallo, Vossebelt, Ippel, Messaoud (Haemhouts/82), Ondaan (Mamedov/62), Boymans, Andrade (Mathieu/89) | Sinouh, Gielisse, Luirink, Ramsteijn, Misidjan, Bel Hassani, Bruinier (Bilate/71), Nieuwendaal, De Nooijer (Doğan/80), Voskamp , Langedijk (Deekman/62) |  |
| Stadion: Koning Willem II Stadion, Tilburg Toeschouwers: 8.200 Scheidsrechter: Eric Braamhaar |                                                                |           |                  | Swinkels, Heerkens, Peters, Wuytens, Jallo, Vossebelt, Ippel, Messaoud (Haemhouts/82), Ondaan (Mamedov/62), Boymans, Andrade (Mathieu/89) | Sinouh, Gielisse, Luirink, Ramsteijn, Misidjan, Bel Hassani, Bruinier (Bilate/71), Nieuwendaal, De Nooijer (Doğan/80), Voskamp , Langedijk (Deekman/62) |  |
|                                                                                               |                                                                |           |                  | | |  |

| 30 augustus 2013, 20u00                                                                       | Willem II                                     | 2-0 (1-0) | FC Volendam | Opstelling Willem II | Opstelling FC Volendam |  |
| Stadion: Koning Willem II Stadion, Tilburg Toeschouwers: 7.700 Scheidsrechter: Pol van Boekel | '17/pen Ruud Boymans 1-0 '47 Ruud Boymans 2-0 |           |             | Swinkels, Heerkens (Cornelisse/82), Dries Wuytens , Peters, Jallo, Vossebelt, Messaoud (Haemhouts/74), Ippel, Ondaan, Boymans, Andrade (Mamedov/89) | Pistoor, Koning , Schilder, Schouten, Coster , Wattamaleo (Henk Veerman/61), Schwiebbe (Kuiper/82), Overtoom, Kuwas (Laghmouchi/86), Mühren, Marengo |  |
| Stadion: Koning Willem II Stadion, Tilburg Toeschouwers: 7.700 Scheidsrechter: Pol van Boekel |                                               |           |             | Swinkels, Heerkens (Cornelisse/82), Dries Wuytens , Peters, Jallo, Vossebelt, Messaoud (Haemhouts/74), Ippel, Ondaan, Boymans, Andrade (Mamedov/89) | Pistoor, Koning , Schilder, Schouten, Coster , Wattamaleo (Henk Veerman/61), Schwiebbe (Kuiper/82), Overtoom, Kuwas (Laghmouchi/86), Mühren, Marengo |  |
| Stadion: Koning Willem II Stadion, Tilburg Toeschouwers: 7.700 Scheidsrechter: Pol van Boekel |                                               |           |             | Swinkels, Heerkens (Cornelisse/82), Dries Wuytens , Peters, Jallo, Vossebelt, Messaoud (Haemhouts/74), Ippel, Ondaan, Boymans, Andrade (Mamedov/89) | Pistoor, Koning , Schilder, Schouten, Coster , Wattamaleo (Henk Veerman/61), Schwiebbe (Kuiper/82), Overtoom, Kuwas (Laghmouchi/86), Mühren, Marengo |  |
|                                                                                               |                                               |           |             | | |  |

#### September 2013
| 2 september 2013, 20u00                                                                         | Fortuna Sittard                                                         | 3-1 (1-1) | Willem II             | Opstelling Fortuna Sittard | Opstelling Willem II |  |
| Stadion: Trendwork Arena, Sittard-Geleen Toeschouwers: 2.575 Scheidsrechter: Edwin van de Graaf | '41 Jordie Briels 1-0 '72 Abdelaziz Khalouta 2-1 '89 Patrick N'Koyi 3-1 |           | 1-1 Bruno Andrade '45 | Kaya , Kis, Linssen, Hodselmans (Gulpen/65), Zennaro, Briels , Voorn, De Boer, Khalouta, Nepomuceno (Vlug/86), N'Koyi (Vankan/90) | Swinkels, Heerkens, D. Wuytens (Cornelisse/80), Peters, Jallo , Vossebelt (Zanelli/78), Ippel, Haemhouts, Ondaan, Boymans, Andrade |  |
| Stadion: Trendwork Arena, Sittard-Geleen Toeschouwers: 2.575 Scheidsrechter: Edwin van de Graaf |                                                                         |           |                       | Kaya , Kis, Linssen, Hodselmans (Gulpen/65), Zennaro, Briels , Voorn, De Boer, Khalouta, Nepomuceno (Vlug/86), N'Koyi (Vankan/90) | Swinkels, Heerkens, D. Wuytens (Cornelisse/80), Peters, Jallo , Vossebelt (Zanelli/78), Ippel, Haemhouts, Ondaan, Boymans, Andrade |  |
| Stadion: Trendwork Arena, Sittard-Geleen Toeschouwers: 2.575 Scheidsrechter: Edwin van de Graaf |                                                                         |           |                       | Kaya , Kis, Linssen, Hodselmans (Gulpen/65), Zennaro, Briels , Voorn, De Boer, Khalouta, Nepomuceno (Vlug/86), N'Koyi (Vankan/90) | Swinkels, Heerkens, D. Wuytens (Cornelisse/80), Peters, Jallo , Vossebelt (Zanelli/78), Ippel, Haemhouts, Ondaan, Boymans, Andrade |  |
|                                                                                                 |                                                                         |           |                       | | |  |

| 8 september 2013, 12u30                                                                        | Willem II                                   | 2-0 (0-0) | Jong PSV | Opstelling Willem II | Opstelling Jong PSV |  |
| Stadion: Koning Willem II Stadion, Tilburg Toeschouwers: 7.200 Scheidsrechter: Jeroen Manschot | '60 Jordens Peters 1-0 '67 Ruud Boymans 2-0 |           |          | Swinkels, Heerkens , D. Wuytens, Peters, Cornelisse, Ippel , Messaoud , Vossebelt (Haemhouts/66), Ondaan (Mathieu/74), Boymans (Grabovac/88), Andrade | Bertrams, Arias , Jørgensen , Koch, Tamata, Rayhi, Van Ooijen (Noor/70), Özbozkurt, Horsten, Bentancourt (Geraldo/76), Schouw (Van Overbeek/65) |  |
| Stadion: Koning Willem II Stadion, Tilburg Toeschouwers: 7.200 Scheidsrechter: Jeroen Manschot |                                             |           |          | Swinkels, Heerkens , D. Wuytens, Peters, Cornelisse, Ippel , Messaoud , Vossebelt (Haemhouts/66), Ondaan (Mathieu/74), Boymans (Grabovac/88), Andrade | Bertrams, Arias , Jørgensen , Koch, Tamata, Rayhi, Van Ooijen (Noor/70), Özbozkurt, Horsten, Bentancourt (Geraldo/76), Schouw (Van Overbeek/65) |  |
| Stadion: Koning Willem II Stadion, Tilburg Toeschouwers: 7.200 Scheidsrechter: Jeroen Manschot |                                             |           |          | Swinkels, Heerkens , D. Wuytens, Peters, Cornelisse, Ippel , Messaoud , Vossebelt (Haemhouts/66), Ondaan (Mathieu/74), Boymans (Grabovac/88), Andrade | Bertrams, Arias , Jørgensen , Koch, Tamata, Rayhi, Van Ooijen (Noor/70), Özbozkurt, Horsten, Bentancourt (Geraldo/76), Schouw (Van Overbeek/65) |  |
|                                                                                                |                                             |           |          | | |  |

| 15 september 2013, 14u30                                                                 | Jong Ajax              | 1-1 (1-0) | Willem II                 | Opstelling Jong Ajax | Opstelling Willem II |  |
| Stadion: Sportpark De Toekomst, Amsterdam Toeschouwers: 900 Scheidsrechter: Rogier Honig | '21 Lucas Andersen 1-0 |           | 1-1 Bruno Andrade '50/pen | Cillessen, Ligeon, Gravenberch (Kuipers/36), Sporkslede , Blind (Tete/46 ), Enoh, Lobotka, Andersen, De Sa, Klaassen , Hendriks (Meleg/79) | Swinkels, Heerkens , D. Wuytens, Peters, Cornelisse (Jallo/46), Ippel (Vossebelt/74 ), Messaoud, Haemhouts , Ondaan, Boymans, Andrade (Lumu/81) |  |
| Stadion: Sportpark De Toekomst, Amsterdam Toeschouwers: 900 Scheidsrechter: Rogier Honig |                        |           |                           | Cillessen, Ligeon, Gravenberch (Kuipers/36), Sporkslede , Blind (Tete/46 ), Enoh, Lobotka, Andersen, De Sa, Klaassen , Hendriks (Meleg/79) | Swinkels, Heerkens , D. Wuytens, Peters, Cornelisse (Jallo/46), Ippel (Vossebelt/74 ), Messaoud, Haemhouts , Ondaan, Boymans, Andrade (Lumu/81) |  |
| Stadion: Sportpark De Toekomst, Amsterdam Toeschouwers: 900 Scheidsrechter: Rogier Honig |                        |           |                           | Cillessen, Ligeon, Gravenberch (Kuipers/36), Sporkslede , Blind (Tete/46 ), Enoh, Lobotka, Andersen, De Sa, Klaassen , Hendriks (Meleg/79) | Swinkels, Heerkens , D. Wuytens, Peters, Cornelisse (Jallo/46), Ippel (Vossebelt/74 ), Messaoud, Haemhouts , Ondaan, Boymans, Andrade (Lumu/81) |  |
|                                                                                          |                        |           |                           | | |  |

| 20 september 2013, 20u00                                                               | FC Dordrecht | 0-2 (0-0) | Willem II                                 | Opstelling FC Dordrecht | Opstelling Willem II |  |
| Stadion: GN Bouw Stadion, Dordrecht Toeschouwers: 4.088 Scheidsrechter: Jeroen Sanders |              |           | 0-1 Ali Messaoud '63 0-2 Ali Messaoud '87 | Hahn, Fortes, Peersman, Van Nieff, Steenvoorden (Alisic/46), Luckermans, Haddad (Wormgoor/68), Danso, Pisas, Meulens (Korte/75), Gladon | Swinkels, Heerkens, D. Wuytens, Peters, Jallo, Haemhouts, Messaoud, Ippel (Vossebelt/77), Ondaan, Boymans , Andrade (Lumu/84) |  |
| Stadion: GN Bouw Stadion, Dordrecht Toeschouwers: 4.088 Scheidsrechter: Jeroen Sanders |              |           |                                           | Hahn, Fortes, Peersman, Van Nieff, Steenvoorden (Alisic/46), Luckermans, Haddad (Wormgoor/68), Danso, Pisas, Meulens (Korte/75), Gladon | Swinkels, Heerkens, D. Wuytens, Peters, Jallo, Haemhouts, Messaoud, Ippel (Vossebelt/77), Ondaan, Boymans , Andrade (Lumu/84) |  |
| Stadion: GN Bouw Stadion, Dordrecht Toeschouwers: 4.088 Scheidsrechter: Jeroen Sanders |              |           |                                           | Hahn, Fortes, Peersman, Van Nieff, Steenvoorden (Alisic/46), Luckermans, Haddad (Wormgoor/68), Danso, Pisas, Meulens (Korte/75), Gladon | Swinkels, Heerkens, D. Wuytens, Peters, Jallo, Haemhouts, Messaoud, Ippel (Vossebelt/77), Ondaan, Boymans , Andrade (Lumu/84) |  |
|                                                                                        |              |           |                                           | | |  |

| 27 september 2013, 20u00                                                                   | Willem II                                                     | 3-2 (2-1) | FC Eindhoven                                   | Opstelling Willem II | Opstelling FC Eindhoven |  |
| Stadion: Koning Willem II Stadion, Tilburg Toeschouwers: 8.100 Scheidsrechter: Bas Nijhuis | '14 Ali Messaoud 1-0 '45 Ruud Boymans 2-1 '79 Jeroen Lumu 3-1 |           | 1-1 Jens van Son '19 3-2 Josemar Makiavala '89 | Swinkels, Heerkens, D. Wuytens, Peters, Jallo, Ippel , Messaoud (Vossebelt/88), Haemhouts, Ondaan (Lumu/77), Boymans (Grabovac/90), Andrade | Muyters, Durwael , Nieveld , N'Toko, Vermeer (De Groot/82), Deschilder, Bourdouxhe, Van Son, Waalkens, Van den Hurk (Hunte/62), Lagouireh (Makiavala/46) |  |
| Stadion: Koning Willem II Stadion, Tilburg Toeschouwers: 8.100 Scheidsrechter: Bas Nijhuis |                                                               |           |                                                | Swinkels, Heerkens, D. Wuytens, Peters, Jallo, Ippel , Messaoud (Vossebelt/88), Haemhouts, Ondaan (Lumu/77), Boymans (Grabovac/90), Andrade | Muyters, Durwael , Nieveld , N'Toko, Vermeer (De Groot/82), Deschilder, Bourdouxhe, Van Son, Waalkens, Van den Hurk (Hunte/62), Lagouireh (Makiavala/46) |  |
| Stadion: Koning Willem II Stadion, Tilburg Toeschouwers: 8.100 Scheidsrechter: Bas Nijhuis |                                                               |           |                                                | Swinkels, Heerkens, D. Wuytens, Peters, Jallo, Ippel , Messaoud (Vossebelt/88), Haemhouts, Ondaan (Lumu/77), Boymans (Grabovac/90), Andrade | Muyters, Durwael , Nieveld , N'Toko, Vermeer (De Groot/82), Deschilder, Bourdouxhe, Van Son, Waalkens, Van den Hurk (Hunte/62), Lagouireh (Makiavala/46) |  |
|                                                                                            |                                                               |           |                                                | | |  |

#### Oktober 2013
| 5 oktober 2013, 16u30                                                                    | FC Emmen              | 1-0 (0-0) | Willem II | Opstelling FC Emmen | Opstelling Willem II |  |
| Stadion: Univé Stadion, Emmen Toeschouwers: 3.500 Scheidsrechter: Martin van den Kerkhof | '67 Wout Weghorst 1-0 |           |           | Van der Vlag, Luis Pedro, Siekman, Rozema, Metaj , Olijve (Dantuma/71), Bannink, Martinus (Almubaraki/86), Almeida, Resida, Bergkamp (Weghorst/65) | Swinkels, Heerkens, D. Wuytens, Peters, Jallo , Ippel, Messaoud (Mamedov/84), Haemhouts (Grabovac/74), Ondaan, Boymans, Andrade (Lumu/69) |  |
| Stadion: Univé Stadion, Emmen Toeschouwers: 3.500 Scheidsrechter: Martin van den Kerkhof |                       |           |           | Van der Vlag, Luis Pedro, Siekman, Rozema, Metaj , Olijve (Dantuma/71), Bannink, Martinus (Almubaraki/86), Almeida, Resida, Bergkamp (Weghorst/65) | Swinkels, Heerkens, D. Wuytens, Peters, Jallo , Ippel, Messaoud (Mamedov/84), Haemhouts (Grabovac/74), Ondaan, Boymans, Andrade (Lumu/69) |  |
| Stadion: Univé Stadion, Emmen Toeschouwers: 3.500 Scheidsrechter: Martin van den Kerkhof |                       |           |           | Van der Vlag, Luis Pedro, Siekman, Rozema, Metaj , Olijve (Dantuma/71), Bannink, Martinus (Almubaraki/86), Almeida, Resida, Bergkamp (Weghorst/65) | Swinkels, Heerkens, D. Wuytens, Peters, Jallo , Ippel, Messaoud (Mamedov/84), Haemhouts (Grabovac/74), Ondaan, Boymans, Andrade (Lumu/69) |  |
|                                                                                          |                       |           |           | | |  |

| 12 oktober 2013, 18u45                                                                        | Willem II | 0-0 | BV De Graafschap | Opstelling Willem II                                                                                             | Opstelling BV De Graafschap |  |
| Stadion: Koning Willem II Stadion, Tilburg Toeschouwers: 8.500 Scheidsrechter: Tom van Sichem |           |     |                  | Swinkels, Heerkens, D. Wuytens , Peters, Jallo, Ippel, Messaoud , Haemhouts, Ondaan (Lumu/88 ), Boymans, Andrade | Heusinkveld, Will , Bakens, Van de Pavert, Massop, Breinburg , Linssen (Echcharaf/85 ), Garcia-Calvete, Van Ewijk (Kabasele/85), Vincken, Jansen |  |
| Stadion: Koning Willem II Stadion, Tilburg Toeschouwers: 8.500 Scheidsrechter: Tom van Sichem |           |     |                  | Swinkels, Heerkens, D. Wuytens , Peters, Jallo, Ippel, Messaoud , Haemhouts, Ondaan (Lumu/88 ), Boymans, Andrade | Heusinkveld, Will , Bakens, Van de Pavert, Massop, Breinburg , Linssen (Echcharaf/85 ), Garcia-Calvete, Van Ewijk (Kabasele/85), Vincken, Jansen |  |
| Stadion: Koning Willem II Stadion, Tilburg Toeschouwers: 8.500 Scheidsrechter: Tom van Sichem |           |     |                  | Swinkels, Heerkens, D. Wuytens , Peters, Jallo, Ippel, Messaoud , Haemhouts, Ondaan (Lumu/88 ), Boymans, Andrade | Heusinkveld, Will , Bakens, Van de Pavert, Massop, Breinburg , Linssen (Echcharaf/85 ), Garcia-Calvete, Van Ewijk (Kabasele/85), Vincken, Jansen |  |
|                                                                                               |           |     |                  | | |  |

| 20 oktober 2013, 14u30                                                                     | Achilles '29             | 1-5 (1-1) | Willem II | Opstelling Achilles '29 | Opstelling Willem II |  |
| Stadion: Sportpark De Heikant, Groesbeek Toeschouwers: 1.863 Scheidsrechter: Dennis Higler | '26/pen Freek Thoone 1-1 |           | 0-1 Ruud Boymans '1 1-2 Ruud Boymans '48 1-3 Ruud Boymans '51 1-4 Bruno Andrade '58 1-5 Steven Edwards '65/e.d. | De Haan, Edwards, Sanders (Thomassen/60), Sürmeli, Verhoeven, Van Straaten, Van de Groes , Van Steen (Zeller/51), Thoone, Hol, Hendriks | Swinkels, Heerkens, D. Wuytens, Peters, Jallo (Van der Ven/85), Ippel, Messaoud (Vossebelt/46), Haemhouts, Ondaan (Lumu/60), Boymans, Andrade |  |
| Stadion: Sportpark De Heikant, Groesbeek Toeschouwers: 1.863 Scheidsrechter: Dennis Higler |                          |           | | De Haan, Edwards, Sanders (Thomassen/60), Sürmeli, Verhoeven, Van Straaten, Van de Groes , Van Steen (Zeller/51), Thoone, Hol, Hendriks | Swinkels, Heerkens, D. Wuytens, Peters, Jallo (Van der Ven/85), Ippel, Messaoud (Vossebelt/46), Haemhouts, Ondaan (Lumu/60), Boymans, Andrade |  |
| Stadion: Sportpark De Heikant, Groesbeek Toeschouwers: 1.863 Scheidsrechter: Dennis Higler |                          |           | | De Haan, Edwards, Sanders (Thomassen/60), Sürmeli, Verhoeven, Van Straaten, Van de Groes , Van Steen (Zeller/51), Thoone, Hol, Hendriks | Swinkels, Heerkens, D. Wuytens, Peters, Jallo (Van der Ven/85), Ippel, Messaoud (Vossebelt/46), Haemhouts, Ondaan (Lumu/60), Boymans, Andrade |  |
|                                                                                            |                          |           | | | |  |

| 25 oktober 2013, 20u00                                                                         | Willem II | 0-0 | MVV Maastricht | Opstelling Willem II                                                                                           | Opstelling MVV Maastricht                                                                                           |  |
| Stadion: Koning Willem II Stadion, Tilburg Toeschouwers: 8.300 Scheidsrechter: Jochem Kamphuis |           |     |                | Swinkels, Heerkens, D. Wuytens, Peters, Jallo, Haemhouts , Messaoud, Ippel, Ondaan (Lumu/67), Boymans, Andrade | Castro, Kuipers , Geenen, Verdellen, Ospitalieri , Van Hyfte, Šećerović, Smeets, Sema, Maria (Schreurs/79 ), Braken |  |
| Stadion: Koning Willem II Stadion, Tilburg Toeschouwers: 8.300 Scheidsrechter: Jochem Kamphuis |           |     |                | Swinkels, Heerkens, D. Wuytens, Peters, Jallo, Haemhouts , Messaoud, Ippel, Ondaan (Lumu/67), Boymans, Andrade | Castro, Kuipers , Geenen, Verdellen, Ospitalieri , Van Hyfte, Šećerović, Smeets, Sema, Maria (Schreurs/79 ), Braken |  |
| Stadion: Koning Willem II Stadion, Tilburg Toeschouwers: 8.300 Scheidsrechter: Jochem Kamphuis |           |     |                | Swinkels, Heerkens, D. Wuytens, Peters, Jallo, Haemhouts , Messaoud, Ippel, Ondaan (Lumu/67), Boymans, Andrade | Castro, Kuipers , Geenen, Verdellen, Ospitalieri , Van Hyfte, Šećerović, Smeets, Sema, Maria (Schreurs/79 ), Braken |  |
|                                                                                                |           |     |                | | |  |

#### November 2013
| 1 november 2013, 20u00                                                 | Telstar                                                                  | 3-1 (2-0) | Willem II             | Opstelling Telstar | Opstelling Willem II |  |
| Stadion: TATA Steelstadion, Velsen-Zuid Scheidsrechter: Jeroen Sanders | '15 Gaston Salasiwa 1-0 '45 Calvin Mac-Intosch 2-0 '64 Tim Keurntjes 3-1 |           | 2-1 Bruno Andrade '60 | Varkevisser, Correia , Mac-Intosch , Keurntjes , Van Huizen, Kulhan, Kok, Van Essen , Lettinga (Marveggio/90), Salasiwa (Rifai/77), Van Mieghem (Maayen/88) | Swinkels, Cornelisse, Heerkens, Peters, Jallo, Vossebelt (Zanelli/62), Ippel (Lumu/79 ), Messaoud , Ondaan (Mamedov/71), Boymans, Andrade |  |
| Stadion: TATA Steelstadion, Velsen-Zuid Scheidsrechter: Jeroen Sanders |                                                                          |           |                       | Varkevisser, Correia , Mac-Intosch , Keurntjes , Van Huizen, Kulhan, Kok, Van Essen , Lettinga (Marveggio/90), Salasiwa (Rifai/77), Van Mieghem (Maayen/88) | Swinkels, Cornelisse, Heerkens, Peters, Jallo, Vossebelt (Zanelli/62), Ippel (Lumu/79 ), Messaoud , Ondaan (Mamedov/71), Boymans, Andrade |  |
| Stadion: TATA Steelstadion, Velsen-Zuid Scheidsrechter: Jeroen Sanders |                                                                          |           |                       | Varkevisser, Correia , Mac-Intosch , Keurntjes , Van Huizen, Kulhan, Kok, Van Essen , Lettinga (Marveggio/90), Salasiwa (Rifai/77), Van Mieghem (Maayen/88) | Swinkels, Cornelisse, Heerkens, Peters, Jallo, Vossebelt (Zanelli/62), Ippel (Lumu/79 ), Messaoud , Ondaan (Mamedov/71), Boymans, Andrade |  |
|                                                                        |                                                                          |           |                       | | |  |

| 8 november 2013, 20u00                                                                            | Willem II                                                                                                  | 5-0 (3-0) | Almere City FC | Opstelling Willem II | Opstelling Almere City FC |  |
| Stadion: Koning Willem II Stadion, Tilburg Toeschouwers: 8.000 Scheidsrechter: Edwin van de Graaf | '9 Ali Messaoud 1-0 '30 Ruud Boymans 2-0 '33 Ali Messaoud 3-0 '62 Bruno Andrade 4-0 '90 Norair Mamedov 5-0 |           |                | Swinkels, Heerkens, D. Wuytens (Jallo/57), Peters, Cornelisse, Haemhouts, Ippel, Messaoud (Vossebelt/86), Andrade (Ondaan/73), Boymans, Mamedov | Van Duin, Toet , Lars Nieuwpoort, Busse , Sven Nieuwpoort, Faik (Hoefdraad/46), Receveur (Kip/46), Oost, Dissels, Janssen (Plet/63), Boldewijn |  |
| Stadion: Koning Willem II Stadion, Tilburg Toeschouwers: 8.000 Scheidsrechter: Edwin van de Graaf | |           |                | Swinkels, Heerkens, D. Wuytens (Jallo/57), Peters, Cornelisse, Haemhouts, Ippel, Messaoud (Vossebelt/86), Andrade (Ondaan/73), Boymans, Mamedov | Van Duin, Toet , Lars Nieuwpoort, Busse , Sven Nieuwpoort, Faik (Hoefdraad/46), Receveur (Kip/46), Oost, Dissels, Janssen (Plet/63), Boldewijn |  |
| Stadion: Koning Willem II Stadion, Tilburg Toeschouwers: 8.000 Scheidsrechter: Edwin van de Graaf | |           |                | Swinkels, Heerkens, D. Wuytens (Jallo/57), Peters, Cornelisse, Haemhouts, Ippel, Messaoud (Vossebelt/86), Andrade (Ondaan/73), Boymans, Mamedov | Van Duin, Toet , Lars Nieuwpoort, Busse , Sven Nieuwpoort, Faik (Hoefdraad/46), Receveur (Kip/46), Oost, Dissels, Janssen (Plet/63), Boldewijn |  |
|                                                                                                   | |           |                | | |  |

| 16 november 2013, 18u45                                                             | Helmond Sport                 | 1-4 (0-1) | Willem II                                                                              | Opstelling Helmond Sport | Opstelling Willem II |  |
| Stadion: Lavans Stadion, Helmond Toeschouwers: 2.988 Scheidsrechter: Danny Makkelie | '49 Jordens Peters (e.d.) 1-1 |           | 0-1 Bruno Andrade '31 1-2 Ruud Boymans '53 1-3 Bruno Andrade '69 1-4 Terell Ondaan '89 | Van der Steen, Kazlauskas, Nieskens, De Regt, Weuts , Sequeira (Koot/83), Visser (Van Geffen/83), Elbers (Siers/75 ), Brouwers , Janssen, Koç | Swinkels, Cornelisse, Heerkens, Peters (Van Buuren/53), Jallo, Ippel, Haemhouts, Messaoud (Vossebelt/90), Andrade , Boymans , Mamedov (Ondaan/81) |  |
| Stadion: Lavans Stadion, Helmond Toeschouwers: 2.988 Scheidsrechter: Danny Makkelie |                               |           |                                                                                        | Van der Steen, Kazlauskas, Nieskens, De Regt, Weuts , Sequeira (Koot/83), Visser (Van Geffen/83), Elbers (Siers/75 ), Brouwers , Janssen, Koç | Swinkels, Cornelisse, Heerkens, Peters (Van Buuren/53), Jallo, Ippel, Haemhouts, Messaoud (Vossebelt/90), Andrade , Boymans , Mamedov (Ondaan/81) |  |
| Stadion: Lavans Stadion, Helmond Toeschouwers: 2.988 Scheidsrechter: Danny Makkelie |                               |           |                                                                                        | Van der Steen, Kazlauskas, Nieskens, De Regt, Weuts , Sequeira (Koot/83), Visser (Van Geffen/83), Elbers (Siers/75 ), Brouwers , Janssen, Koç | Swinkels, Cornelisse, Heerkens, Peters (Van Buuren/53), Jallo, Ippel, Haemhouts, Messaoud (Vossebelt/90), Andrade , Boymans , Mamedov (Ondaan/81) |  |
|                                                                                     |                               |           |                                                                                        | | |  |

| 22 november 2013, 20u00                                                                        | Willem II            | 1-2 (1-0) | Jong FC Twente                          | Opstelling Willem II | Opstelling Jong FC Twente |  |
| Stadion: Koning Willem II Stadion, Tilburg Toeschouwers: 7.800 Scheidsrechter: Allard Lindhout | '13 Ruud Boymans 1-0 |           | 1-1 Renato Tapia '53 1-2 Cas Peters '58 | Swinkels, Heerkens, D. Wuytens, Peters, Jallo (Zanelli/84), Haemhouts (Grabovac/71 ), Ippel, Messaoud, Ondaan, Boymans, Mamedov (Mathieu/65) | Dronkers, Kwee, Andersen, Röseler, Kuiper, Mannes, Pelupessy, Peters, Tapia (Yahaya/80), Zschusschen (Oosterwijk/21), Hölscher (Daniëls/46) |  |
| Stadion: Koning Willem II Stadion, Tilburg Toeschouwers: 7.800 Scheidsrechter: Allard Lindhout |                      |           |                                         | Swinkels, Heerkens, D. Wuytens, Peters, Jallo (Zanelli/84), Haemhouts (Grabovac/71 ), Ippel, Messaoud, Ondaan, Boymans, Mamedov (Mathieu/65) | Dronkers, Kwee, Andersen, Röseler, Kuiper, Mannes, Pelupessy, Peters, Tapia (Yahaya/80), Zschusschen (Oosterwijk/21), Hölscher (Daniëls/46) |  |
| Stadion: Koning Willem II Stadion, Tilburg Toeschouwers: 7.800 Scheidsrechter: Allard Lindhout |                      |           |                                         | Swinkels, Heerkens, D. Wuytens, Peters, Jallo (Zanelli/84), Haemhouts (Grabovac/71 ), Ippel, Messaoud, Ondaan, Boymans, Mamedov (Mathieu/65) | Dronkers, Kwee, Andersen, Röseler, Kuiper, Mannes, Pelupessy, Peters, Tapia (Yahaya/80), Zschusschen (Oosterwijk/21), Hölscher (Daniëls/46) |  |
|                                                                                                |                      |           |                                         | | |  |

| 29 november 2013, 20u00                                                                      | FC Oss | 0-1 (0-1) | Willem II             | Opstelling FC Oss | Opstelling Willem II |  |
| Stadion: Frans Heesenstadion, Oss Toeschouwers: 2.316 Scheidsrechter: Martin van den Kerkhof |        |           | 0-1 Dries Wuytens '20 | Arends, Monteiro, Janssen (Deenen/79), Jansen Opoku/89), L. Piqué , Kaprálik, Van der Sloot, Van de Sande (Van den Ouweland/46), Maletić, Philips, Falkenstein | Swinkels, Cornelisse, D. Wuytens, Peters, Jallo, Ippel , Messaoud (Grabovac/90), Haemhouts (Vossebelt/67), Ondaan (Mamedov/78), Boymans, Andrade |  |
| Stadion: Frans Heesenstadion, Oss Toeschouwers: 2.316 Scheidsrechter: Martin van den Kerkhof |        |           |                       | Arends, Monteiro, Janssen (Deenen/79), Jansen Opoku/89), L. Piqué , Kaprálik, Van der Sloot, Van de Sande (Van den Ouweland/46), Maletić, Philips, Falkenstein | Swinkels, Cornelisse, D. Wuytens, Peters, Jallo, Ippel , Messaoud (Grabovac/90), Haemhouts (Vossebelt/67), Ondaan (Mamedov/78), Boymans, Andrade |  |
| Stadion: Frans Heesenstadion, Oss Toeschouwers: 2.316 Scheidsrechter: Martin van den Kerkhof |        |           |                       | Arends, Monteiro, Janssen (Deenen/79), Jansen Opoku/89), L. Piqué , Kaprálik, Van der Sloot, Van de Sande (Van den Ouweland/46), Maletić, Philips, Falkenstein | Swinkels, Cornelisse, D. Wuytens, Peters, Jallo, Ippel , Messaoud (Grabovac/90), Haemhouts (Vossebelt/67), Ondaan (Mamedov/78), Boymans, Andrade |  |
|                                                                                              |        |           |                       | | |  |

#### December 2013
| 6 december 2013, 20u00                                                                         | Willem II                                   | 2-1 (1-0) | Fortuna Sittard           | Opstelling Willem II | Opstelling Fortuna Sittard                                                                                                |  |
| Stadion: Koning Willem II Stadion, Tilburg Toeschouwers: 7.700 Scheidsrechter: Jeroen Manschot | '30 Bruno Andrade 1-0 '56 Bruno Andrade 2-0 |           | 2-1 Ruud Boymans '70/e.d. | Swinkels, Heerkens, D. Wuytens , Peters, Jallo, Ippel, Haemhouts (Grabovac/90), Messaoud (Vossebelt/74), Ondaan (Mamedov/88), Boymans, Andrade | Kaya, Kis (Zejnilovic/84), Hendrickx , Janssen, Gulpen (Vankan/72), Voorn , De Boer , Khalouta, Nepomuceno, Amoah, N'Koyi |  |
| Stadion: Koning Willem II Stadion, Tilburg Toeschouwers: 7.700 Scheidsrechter: Jeroen Manschot |                                             |           |                           | Swinkels, Heerkens, D. Wuytens , Peters, Jallo, Ippel, Haemhouts (Grabovac/90), Messaoud (Vossebelt/74), Ondaan (Mamedov/88), Boymans, Andrade | Kaya, Kis (Zejnilovic/84), Hendrickx , Janssen, Gulpen (Vankan/72), Voorn , De Boer , Khalouta, Nepomuceno, Amoah, N'Koyi |  |
| Stadion: Koning Willem II Stadion, Tilburg Toeschouwers: 7.700 Scheidsrechter: Jeroen Manschot |                                             |           |                           | Swinkels, Heerkens, D. Wuytens , Peters, Jallo, Ippel, Haemhouts (Grabovac/90), Messaoud (Vossebelt/74), Ondaan (Mamedov/88), Boymans, Andrade | Kaya, Kis (Zejnilovic/84), Hendrickx , Janssen, Gulpen (Vankan/72), Voorn , De Boer , Khalouta, Nepomuceno, Amoah, N'Koyi |  |
|                                                                                                |                                             |           |                           | | |  |

| 13 december 2013, 20u00                                                        | FC Volendam | 0-2 (0-0) | Willem II                                   | Opstelling FC Volendam | Opstelling Willem II |  |
| Stadion: Krasstadion, Volendam Toeschouwers: 3.625 Scheidsrechter: Bas Nijhuis |             |           | 0-1 Jordens Peters '53 0-2 Ruud Boymans '64 | Timmermans , Koning (Esseboom/46), Schilder, L. Tol , Coster, Schwiebbe (Kuwas/77), H. Veerman, Overtoom, Marengo, Mühren, Laghmouchi | Swinkels, Heerkens, D. Wuytens, Peters, Jallo, Ippel, Haemhouts, Messaoud (S. Wuytens/84), Ondaan, Boymans (Grabovac/90), Andrade (Mamedov/78) |  |
| Stadion: Krasstadion, Volendam Toeschouwers: 3.625 Scheidsrechter: Bas Nijhuis |             |           |                                             | Timmermans , Koning (Esseboom/46), Schilder, L. Tol , Coster, Schwiebbe (Kuwas/77), H. Veerman, Overtoom, Marengo, Mühren, Laghmouchi | Swinkels, Heerkens, D. Wuytens, Peters, Jallo, Ippel, Haemhouts, Messaoud (S. Wuytens/84), Ondaan, Boymans (Grabovac/90), Andrade (Mamedov/78) |  |
| Stadion: Krasstadion, Volendam Toeschouwers: 3.625 Scheidsrechter: Bas Nijhuis |             |           |                                             | Timmermans , Koning (Esseboom/46), Schilder, L. Tol , Coster, Schwiebbe (Kuwas/77), H. Veerman, Overtoom, Marengo, Mühren, Laghmouchi | Swinkels, Heerkens, D. Wuytens, Peters, Jallo, Ippel, Haemhouts, Messaoud (S. Wuytens/84), Ondaan, Boymans (Grabovac/90), Andrade (Mamedov/78) |  |
|                                                                                |             |           |                                             | | |  |

| 21 december 2013, 18u45                                                                       | Willem II | 0-1 (0-1) | SBV Excelsior         | Opstelling Willem II | Opstelling SBV Excelsior                                                                                             |  |
| Stadion: Koning Willem II Stadion, Tilburg Toeschouwers: 9.200 Scheidsrechter: Danny Makkelie |           |           | 0-1 Lars Veldwijk '39 | Swinkels, Heerkens, D. Wuytens (Van Buuren/46 ), Peters, Jallo, Ippel (Mamedov/83), Vossebelt (Zanelli/65), Haemhouts, Ondaan, Boymans , Andrade | Deckers, Karami, Fischer, Van Diermen, Woudenberg, Kruys, Vermeulen, Auassar , Hutten (Kalisse/79), Veldwijk, Botaka |  |
| Stadion: Koning Willem II Stadion, Tilburg Toeschouwers: 9.200 Scheidsrechter: Danny Makkelie |           |           |                       | Swinkels, Heerkens, D. Wuytens (Van Buuren/46 ), Peters, Jallo, Ippel (Mamedov/83), Vossebelt (Zanelli/65), Haemhouts, Ondaan, Boymans , Andrade | Deckers, Karami, Fischer, Van Diermen, Woudenberg, Kruys, Vermeulen, Auassar , Hutten (Kalisse/79), Veldwijk, Botaka |  |
| Stadion: Koning Willem II Stadion, Tilburg Toeschouwers: 9.200 Scheidsrechter: Danny Makkelie |           |           |                       | Swinkels, Heerkens, D. Wuytens (Van Buuren/46 ), Peters, Jallo, Ippel (Mamedov/83), Vossebelt (Zanelli/65), Haemhouts, Ondaan, Boymans , Andrade | Deckers, Karami, Fischer, Van Diermen, Woudenberg, Kruys, Vermeulen, Auassar , Hutten (Kalisse/79), Veldwijk, Botaka |  |
|                                                                                               |           |           |                       | | |  |

#### Januari 2014
| 19 januari 2014, 14u30                                                                       | Sparta Rotterdam        | 1-2 (1-0) | Willem II                                 | Opstelling Sparta Rotterdam | Opstelling Willem II |  |
| Stadion: Spartastadion Het Kasteel, Rotterdam Toeschouwers: 6.551 Scheidsrechter: Kevin Blom | '34 Donovan Deekman 1-0 |           | 1-1 Ruud Boymans '72 1-2 Ruud Boymans '82 | Sinouh , Nys (Gielisse/74), Breedijk, Breuer, Slijngard, Nieuwendaal, Peeters (Mahi/72), De Nooijer (Langedijk/82), Deekman, Voskamp , Bilate | Swinkels, Cornelisse, D. Wuytens , Peters , Jallo, Landzaat (Heerkens/69 ), Messaoud (Van Buuren/87), S. Wuytens (Ippel/60), Ondaan, Boymans , Andrade |  |
| Stadion: Spartastadion Het Kasteel, Rotterdam Toeschouwers: 6.551 Scheidsrechter: Kevin Blom |                         |           |                                           | Sinouh , Nys (Gielisse/74), Breedijk, Breuer, Slijngard, Nieuwendaal, Peeters (Mahi/72), De Nooijer (Langedijk/82), Deekman, Voskamp , Bilate | Swinkels, Cornelisse, D. Wuytens , Peters , Jallo, Landzaat (Heerkens/69 ), Messaoud (Van Buuren/87), S. Wuytens (Ippel/60), Ondaan, Boymans , Andrade |  |
| Stadion: Spartastadion Het Kasteel, Rotterdam Toeschouwers: 6.551 Scheidsrechter: Kevin Blom |                         |           |                                           | Sinouh , Nys (Gielisse/74), Breedijk, Breuer, Slijngard, Nieuwendaal, Peeters (Mahi/72), De Nooijer (Langedijk/82), Deekman, Voskamp , Bilate | Swinkels, Cornelisse, D. Wuytens , Peters , Jallo, Landzaat (Heerkens/69 ), Messaoud (Van Buuren/87), S. Wuytens (Ippel/60), Ondaan, Boymans , Andrade |  |
|                                                                                              |                         |           |                                           | | |  |

| 24 januari 2014, 20u00                                                                    | Willem II | 0-1 (0-0) | VVV-Venlo              | Opstelling Willem II | Opstelling VVV-Venlo |  |
| Stadion: Koning Willem II Stadion, Tilburg Toeschouwers: 9.300 Scheidsrechter: Ed Janssen |           |           | 0-1 Pim Balkestein '86 | Swinkels, Van Buuren (Mathieu/89), Cornelisse, Heerkens, Jallo, Landzaat (Ippel/78), Messaoud, S. Wuytens (Haemhouts/84), Mamedov , Ondaan, Andrade | Mäenpää, Joppen, Balkestein , Altheer, Fleuren, Türk, Sevinç , Reimerink , Wolters (Schroyen/69), Rajcomar , De Kogel (Kruijsen/63) |  |
| Stadion: Koning Willem II Stadion, Tilburg Toeschouwers: 9.300 Scheidsrechter: Ed Janssen |           |           |                        | Swinkels, Van Buuren (Mathieu/89), Cornelisse, Heerkens, Jallo, Landzaat (Ippel/78), Messaoud, S. Wuytens (Haemhouts/84), Mamedov , Ondaan, Andrade | Mäenpää, Joppen, Balkestein , Altheer, Fleuren, Türk, Sevinç , Reimerink , Wolters (Schroyen/69), Rajcomar , De Kogel (Kruijsen/63) |  |
| Stadion: Koning Willem II Stadion, Tilburg Toeschouwers: 9.300 Scheidsrechter: Ed Janssen |           |           |                        | Swinkels, Van Buuren (Mathieu/89), Cornelisse, Heerkens, Jallo, Landzaat (Ippel/78), Messaoud, S. Wuytens (Haemhouts/84), Mamedov , Ondaan, Andrade | Mäenpää, Joppen, Balkestein , Altheer, Fleuren, Türk, Sevinç , Reimerink , Wolters (Schroyen/69), Rajcomar , De Kogel (Kruijsen/63) |  |
|                                                                                           |           |           |                        | | |  |

#### Februari 2014
| 2 februari 2014, 14u30                                                                           | FC Den Bosch | 0-1 (0-0) | Willem II             | Opstelling FC Den Bosch | Opstelling Willem II |  |
| Stadion: Stadion De Vliert, 's-Hertogenbosch Toeschouwers: 5.287 Scheidsrechter: Jeroen Manschot |              |           | 0-1 Stijn Wuytens '81 | De Ruiter, Tahapary (Thomassen/86), Rutten , Hofstede, Boddaert, Van den Broek, Maguire, Bakx (Statie/82), Zeldenrust, Seuntjens, Quekel | Swinkels, Van Buuren, D. Wuytens, Cornelisse, Jallo, Landzaat , Messaoud, S. Wuytens (Vossebelt/90), Ondaan (Vicento/72), Boymans, Andrade |  |
| Stadion: Stadion De Vliert, 's-Hertogenbosch Toeschouwers: 5.287 Scheidsrechter: Jeroen Manschot |              |           |                       | De Ruiter, Tahapary (Thomassen/86), Rutten , Hofstede, Boddaert, Van den Broek, Maguire, Bakx (Statie/82), Zeldenrust, Seuntjens, Quekel | Swinkels, Van Buuren, D. Wuytens, Cornelisse, Jallo, Landzaat , Messaoud, S. Wuytens (Vossebelt/90), Ondaan (Vicento/72), Boymans, Andrade |  |
| Stadion: Stadion De Vliert, 's-Hertogenbosch Toeschouwers: 5.287 Scheidsrechter: Jeroen Manschot |              |           |                       | De Ruiter, Tahapary (Thomassen/86), Rutten , Hofstede, Boddaert, Van den Broek, Maguire, Bakx (Statie/82), Zeldenrust, Seuntjens, Quekel | Swinkels, Van Buuren, D. Wuytens, Cornelisse, Jallo, Landzaat , Messaoud, S. Wuytens (Vossebelt/90), Ondaan (Vicento/72), Boymans, Andrade |  |
|                                                                                                  |              |           |                       | | |  |

| 8 februari 2014, 16u30                                                                          | Willem II                                                        | 3-2 (2-2) | Achilles '29                                | Opstelling Willem II | Opstelling Achilles '29 |  |
| Stadion: Koning Willem II Stadion, Tilburg Toeschouwers: 8.100 Scheidsrechter: Richard Liesveld | '4 Jonas Heymans 1-0 '14 Terell Ondaan 2-1 '76 Terell Ondaan 3-2 |           | 1-1 Frank Hol '6 2-2 Remon van Bochoven '39 | Swinkels, Cornelisse, D. Wuytens, Peters, Heymans (Jallo/79), Landzaat, Messaoud, Haemhouts (Ippel/38 ), Ondaan, Boymans , Andrade (Vicento/61) | Hengelman, Zeller (Smits/85), Rijnbeek, Van de Groes, Verhoeven, Schouw (Edwards/81), Thoone, Van Steen, Van Bochoven, Hol (Raja Boean/75), Hendriks |  |
| Stadion: Koning Willem II Stadion, Tilburg Toeschouwers: 8.100 Scheidsrechter: Richard Liesveld |                                                                  |           |                                             | Swinkels, Cornelisse, D. Wuytens, Peters, Heymans (Jallo/79), Landzaat, Messaoud, Haemhouts (Ippel/38 ), Ondaan, Boymans , Andrade (Vicento/61) | Hengelman, Zeller (Smits/85), Rijnbeek, Van de Groes, Verhoeven, Schouw (Edwards/81), Thoone, Van Steen, Van Bochoven, Hol (Raja Boean/75), Hendriks |  |
| Stadion: Koning Willem II Stadion, Tilburg Toeschouwers: 8.100 Scheidsrechter: Richard Liesveld |                                                                  |           |                                             | Swinkels, Cornelisse, D. Wuytens, Peters, Heymans (Jallo/79), Landzaat, Messaoud, Haemhouts (Ippel/38 ), Ondaan, Boymans , Andrade (Vicento/61) | Hengelman, Zeller (Smits/85), Rijnbeek, Van de Groes, Verhoeven, Schouw (Edwards/81), Thoone, Van Steen, Van Bochoven, Hol (Raja Boean/75), Hendriks |  |
|                                                                                                 |                                                                  |           |                                             | | |  |

| 14 februari 2014, 20u00                                                           | MVV Maastricht                                   | 2-2 (2-1) | Willem II                                   | Opstelling MVV Maastricht                                                                                              | Opstelling Willem II |  |
| Stadion: Geusselt, Maastricht Toeschouwers: 4.516 Scheidsrechter: Jochem Kamphuis | '20 Bryan Smeets 1-1 '36/e.d. Tim Cornelisse 2-1 |           | 0-1 Jonas Heymans '15 2-2 Terell Ondaan '50 | Castro, Stankov, Winkens, Verdellen, Knops, Ospitalieri, Van Hyfte, Smeets, Braken , Šećerović, Schreurs (Veldmate/88) | Swinkels, Cornelisse, D. Wuytens, Peters , Heymans (Jallo/80), Landzaat, Messaoud (Vossebelt/77), Ippel, Ondaan, Boymans, Mamedov (Vicento/46 ) |  |
| Stadion: Geusselt, Maastricht Toeschouwers: 4.516 Scheidsrechter: Jochem Kamphuis |                                                  |           |                                             | Castro, Stankov, Winkens, Verdellen, Knops, Ospitalieri, Van Hyfte, Smeets, Braken , Šećerović, Schreurs (Veldmate/88) | Swinkels, Cornelisse, D. Wuytens, Peters , Heymans (Jallo/80), Landzaat, Messaoud (Vossebelt/77), Ippel, Ondaan, Boymans, Mamedov (Vicento/46 ) |  |
| Stadion: Geusselt, Maastricht Toeschouwers: 4.516 Scheidsrechter: Jochem Kamphuis |                                                  |           |                                             | Castro, Stankov, Winkens, Verdellen, Knops, Ospitalieri, Van Hyfte, Smeets, Braken , Šećerović, Schreurs (Veldmate/88) | Swinkels, Cornelisse, D. Wuytens, Peters , Heymans (Jallo/80), Landzaat, Messaoud (Vossebelt/77), Ippel, Ondaan, Boymans, Mamedov (Vicento/46 ) |  |
|                                                                                   |                                                  |           |                                             | | |  |

| 22 februari 2014, 18u45                                                                             | Willem II             | 1-1 (0-1) | Helmond Sport              | Opstelling Willem II | Opstelling Helmond Sport |  |
| Stadion: Koning Willem II Stadion, Tilburg Toeschouwers: 12.400 Scheidsrechter: Reinold Wiedemeijer | '69 Dries Wuytens 1-1 |           | 0-1 Dries Wuytens '30/e.d. | Swinkels, Cornelisse, D. Wuytens, Peters (Van Buuren/77 ), Heymans, Landzaat, Messaoud (Haemhouts/), Ippel, Ondaan, Boymans, Vicento (Mamedov/) | Van der Steen, Kazlauskas, De Regt, Van Nuland, Justiana, Lammers , Siers, Luckermans (Koot/76), Brouwers, Koç (Janssen/89), Elbers (Nieskens/90) |  |
| Stadion: Koning Willem II Stadion, Tilburg Toeschouwers: 12.400 Scheidsrechter: Reinold Wiedemeijer |                       |           |                            | Swinkels, Cornelisse, D. Wuytens, Peters (Van Buuren/77 ), Heymans, Landzaat, Messaoud (Haemhouts/), Ippel, Ondaan, Boymans, Vicento (Mamedov/) | Van der Steen, Kazlauskas, De Regt, Van Nuland, Justiana, Lammers , Siers, Luckermans (Koot/76), Brouwers, Koç (Janssen/89), Elbers (Nieskens/90) |  |
| Stadion: Koning Willem II Stadion, Tilburg Toeschouwers: 12.400 Scheidsrechter: Reinold Wiedemeijer |                       |           |                            | Swinkels, Cornelisse, D. Wuytens, Peters (Van Buuren/77 ), Heymans, Landzaat, Messaoud (Haemhouts/), Ippel, Ondaan, Boymans, Vicento (Mamedov/) | Van der Steen, Kazlauskas, De Regt, Van Nuland, Justiana, Lammers , Siers, Luckermans (Koot/76), Brouwers, Koç (Janssen/89), Elbers (Nieskens/90) |  |
| |                       |           |                            | | |  |

| 28 februari 2014, 20u00                                                               | Jong FC Twente       | 1-2 (1-1) | Willem II                                | Opstelling Jong FC Twente | Opstelling Willem II |  |
| Stadion: De Grolsch Veste, Enschede Toeschouwers: 450 Scheidsrechter: Allard Lindhout | '39 Tim Hölscher 1-1 |           | 0-1 Ruud Boymans '8 1-2 Ruud Boymans '58 | Plattel, Kwee, Bijen, Bouma, Andersen, Tanda (Bleker/86), Pelupessy (Fillinger/78), Hölscher, Daniëls, Đorđević, Rendla (Mannes/78) | Swinkels, Cornelisse, D. Wuytens, Peters, Heymans, Landzaat, Messaoud, Ippel, Ondaan (Haemhouts/90), Boymans (Zanelli/90), Vicento (Mamedov/86) |  |
| Stadion: De Grolsch Veste, Enschede Toeschouwers: 450 Scheidsrechter: Allard Lindhout |                      |           |                                          | Plattel, Kwee, Bijen, Bouma, Andersen, Tanda (Bleker/86), Pelupessy (Fillinger/78), Hölscher, Daniëls, Đorđević, Rendla (Mannes/78) | Swinkels, Cornelisse, D. Wuytens, Peters, Heymans, Landzaat, Messaoud, Ippel, Ondaan (Haemhouts/90), Boymans (Zanelli/90), Vicento (Mamedov/86) |  |
| Stadion: De Grolsch Veste, Enschede Toeschouwers: 450 Scheidsrechter: Allard Lindhout |                      |           |                                          | Plattel, Kwee, Bijen, Bouma, Andersen, Tanda (Bleker/86), Pelupessy (Fillinger/78), Hölscher, Daniëls, Đorđević, Rendla (Mannes/78) | Swinkels, Cornelisse, D. Wuytens, Peters, Heymans, Landzaat, Messaoud, Ippel, Ondaan (Haemhouts/90), Boymans (Zanelli/90), Vicento (Mamedov/86) |  |
|                                                                                       |                      |           |                                          | | |  |

#### Maart 2014
| 7 maart 2014, 20u00                                                                           | Willem II                                 | 2-1 (1-0) | FC Oss                    | Opstelling Willem II | Opstelling FC Oss |  |
| Stadion: Koning Willem II Stadion, Tilburg Toeschouwers: 8.800 Scheidsrechter: Tom van Sichem | '9 Ali Messaoud 1-0 '49 Dries Wuytens 2-0 |           | 2-1 Marko Maletić '81/pen | Swinkels, Cornelisse , D. Wuytens, Peters , Heymans, Landzaat (Heerkens/85), Messaoud, Ippel, Ondaan (Mamedov/66), Boymans, Vicento (Zanelli/66) | Koopmans, Monteiro, L. Piqué, Hultermans (Philips/78), Tissingh, Salim el Sabed (Maletić/64), Burgers, Van den Ouweland (Ndefe/87), Van der Sloot, Falkenstein, Opoku |  |
| Stadion: Koning Willem II Stadion, Tilburg Toeschouwers: 8.800 Scheidsrechter: Tom van Sichem |                                           |           |                           | Swinkels, Cornelisse , D. Wuytens, Peters , Heymans, Landzaat (Heerkens/85), Messaoud, Ippel, Ondaan (Mamedov/66), Boymans, Vicento (Zanelli/66) | Koopmans, Monteiro, L. Piqué, Hultermans (Philips/78), Tissingh, Salim el Sabed (Maletić/64), Burgers, Van den Ouweland (Ndefe/87), Van der Sloot, Falkenstein, Opoku |  |
| Stadion: Koning Willem II Stadion, Tilburg Toeschouwers: 8.800 Scheidsrechter: Tom van Sichem |                                           |           |                           | Swinkels, Cornelisse , D. Wuytens, Peters , Heymans, Landzaat (Heerkens/85), Messaoud, Ippel, Ondaan (Mamedov/66), Boymans, Vicento (Zanelli/66) | Koopmans, Monteiro, L. Piqué, Hultermans (Philips/78), Tissingh, Salim el Sabed (Maletić/64), Burgers, Van den Ouweland (Ndefe/87), Van der Sloot, Falkenstein, Opoku |  |
|                                                                                               |                                           |           |                           | | |  |

| 17 maart 2014, 20u00                                                                          | Jong PSV                                    | 2-2 (0-1) | Willem II                                  | Opstelling Jong PSV | Opstelling Willem II |  |
| Stadion: Jan Louwersstadion, Eindhoven Toeschouwers: 1.000 Scheidsrechter: Edwin van de Graaf | '85 Joshua Brenet 1-2 '90+3 Alex Schalk 2-2 |           | 0-1 Ruud Boymans '12 0-2 Terell Ondaan '49 | Tytoń, Brenet, Leemans, Hermannsson (Horsten/73), Tamata, Van Ooijen (Noor/58), Koch, Vloet, Boljević, Van Overbeek (Rayhi/64), Schalk | Swinkels, Cornelisse, D. Wuytens , Peters, Heymans, Landzaat (Haemhouts/10), Messaoud, Ippel, Ondaan (Andrade/87), Boymans, Vicento (Mamedov/17 ) |  |
| Stadion: Jan Louwersstadion, Eindhoven Toeschouwers: 1.000 Scheidsrechter: Edwin van de Graaf |                                             |           |                                            | Tytoń, Brenet, Leemans, Hermannsson (Horsten/73), Tamata, Van Ooijen (Noor/58), Koch, Vloet, Boljević, Van Overbeek (Rayhi/64), Schalk | Swinkels, Cornelisse, D. Wuytens , Peters, Heymans, Landzaat (Haemhouts/10), Messaoud, Ippel, Ondaan (Andrade/87), Boymans, Vicento (Mamedov/17 ) |  |
| Stadion: Jan Louwersstadion, Eindhoven Toeschouwers: 1.000 Scheidsrechter: Edwin van de Graaf |                                             |           |                                            | Tytoń, Brenet, Leemans, Hermannsson (Horsten/73), Tamata, Van Ooijen (Noor/58), Koch, Vloet, Boljević, Van Overbeek (Rayhi/64), Schalk | Swinkels, Cornelisse, D. Wuytens , Peters, Heymans, Landzaat (Haemhouts/10), Messaoud, Ippel, Ondaan (Andrade/87), Boymans, Vicento (Mamedov/17 ) |  |
|                                                                                               |                                             |           |                                            | | |  |

| 30 maart 2014, 14u30                                                                            | Willem II | 7-1 (4-1) | Jong Ajax          | Opstelling Willem II | Opstelling Jong Ajax |  |
| Stadion: Koning Willem II Stadion, Tilburg Toeschouwers: 10.000 Scheidsrechter: Jeroen Manschot | '18 Ruud Boymans 1-1 '24 Bruno Andrade 2-1 '31 Bruno Andrade 3-1 '45 Bruno Andrade 4-1 '54 Terell Ondaan 5-1 '77 Ruud Boymans 6-1 '78 Ali Messaoud 7-1 |           | '7 Tobias Sana 0-1 | Swinkels, Cornelisse, D. Wuytens, Peters, Heymans, Ippel (S. Wuytens/70), Haemhouts, Messaoud, Ondaan, Boymans (Vossebelt/77), Andrade (Mathieu/70 ) | Van der Hart, Ligeon, Tete , Van den Boomen , Kuipers (Martina/46), El Hasnaoui, Bazoer (Wang C K/69 ), Andersen, Becker, Meleg (Hendriks/63), Sana |  |
| Stadion: Koning Willem II Stadion, Tilburg Toeschouwers: 10.000 Scheidsrechter: Jeroen Manschot | |           |                    | Swinkels, Cornelisse, D. Wuytens, Peters, Heymans, Ippel (S. Wuytens/70), Haemhouts, Messaoud, Ondaan, Boymans (Vossebelt/77), Andrade (Mathieu/70 ) | Van der Hart, Ligeon, Tete , Van den Boomen , Kuipers (Martina/46), El Hasnaoui, Bazoer (Wang C K/69 ), Andersen, Becker, Meleg (Hendriks/63), Sana |  |
| Stadion: Koning Willem II Stadion, Tilburg Toeschouwers: 10.000 Scheidsrechter: Jeroen Manschot | |           |                    | Swinkels, Cornelisse, D. Wuytens, Peters, Heymans, Ippel (S. Wuytens/70), Haemhouts, Messaoud, Ondaan, Boymans (Vossebelt/77), Andrade (Mathieu/70 ) | Van der Hart, Ligeon, Tete , Van den Boomen , Kuipers (Martina/46), El Hasnaoui, Bazoer (Wang C K/69 ), Andersen, Becker, Meleg (Hendriks/63), Sana |  |
|                                                                                                 | |           |                    | | |  |

#### April 2014
| 4 april 2014, 20u00                                                                         | Willem II                                                      | 3-1 (2-0) | FC Dordrecht        | Opstelling Willem II | Opstelling FC Dordrecht |  |
| Stadion: Koning Willem II Stadion, Tilburg Toeschouwers: 13.760 Scheidsrechter: Pieter Vink | '3 Ruud Boymans 1-0 '34 Bruno Andrade 2-0 '68 Ruud Boymans 3-0 |           | 3-1 Paul Gladon '90 | Swinkels, Cornelisse (Vossebelt/78 ), D. Wuytens, Peters , Heymans, Haemhouts, Messaoud, S. Wuytens (Heerkens/63), Ondaan, Boymans, Andrade (Vicento/84) | Hahn, Fortes (Zschusschen/77), Troost-Ekong, Haddad, Peersman, Steenvoorden , Ojo, Kousemaker (Gosens/37), Meulens, Gladon, Danso (Korte/37) |  |
| Stadion: Koning Willem II Stadion, Tilburg Toeschouwers: 13.760 Scheidsrechter: Pieter Vink |                                                                |           |                     | Swinkels, Cornelisse (Vossebelt/78 ), D. Wuytens, Peters , Heymans, Haemhouts, Messaoud, S. Wuytens (Heerkens/63), Ondaan, Boymans, Andrade (Vicento/84) | Hahn, Fortes (Zschusschen/77), Troost-Ekong, Haddad, Peersman, Steenvoorden , Ojo, Kousemaker (Gosens/37), Meulens, Gladon, Danso (Korte/37) |  |
| Stadion: Koning Willem II Stadion, Tilburg Toeschouwers: 13.760 Scheidsrechter: Pieter Vink |                                                                |           |                     | Swinkels, Cornelisse (Vossebelt/78 ), D. Wuytens, Peters , Heymans, Haemhouts, Messaoud, S. Wuytens (Heerkens/63), Ondaan, Boymans, Andrade (Vicento/84) | Hahn, Fortes (Zschusschen/77), Troost-Ekong, Haddad, Peersman, Steenvoorden , Ojo, Kousemaker (Gosens/37), Meulens, Gladon, Danso (Korte/37) |  |
|                                                                                             |                                                                |           |                     | | |  |

| 9 april 2014, 20u00                                                                   | BV De Graafschap      | 1-2 (0-1) | Willem II                                       | Opstelling BV De Graafschap | Opstelling Willem II |  |
| Stadion: De Vijverberg, Doetinchem Toeschouwers: 4.802 Scheidsrechter: Pol van Boekel | '72 Robin Pröpper 1-1 |           | 0-1 Ruud Boymans '5 1-2 Bruno Andrade '90+3/pen | Zwarthoed, Will, Van de Pavert, Massop, Lazić (Cavlan/82), Pröpper, Linssen, Breinburg, Echcharaf (Darri/70), Kabasele, Vermeij | Swinkels, Cornelisse, D. Wuytens, Peters, Heymans , Haemhouts (Ippel/88), Messaoud, S. Wuytens (Heerkens/83), Ondaan (Vicento/28), Boymans, Andrade |  |
| Stadion: De Vijverberg, Doetinchem Toeschouwers: 4.802 Scheidsrechter: Pol van Boekel |                       |           |                                                 | Zwarthoed, Will, Van de Pavert, Massop, Lazić (Cavlan/82), Pröpper, Linssen, Breinburg, Echcharaf (Darri/70), Kabasele, Vermeij | Swinkels, Cornelisse, D. Wuytens, Peters, Heymans , Haemhouts (Ippel/88), Messaoud, S. Wuytens (Heerkens/83), Ondaan (Vicento/28), Boymans, Andrade |  |
| Stadion: De Vijverberg, Doetinchem Toeschouwers: 4.802 Scheidsrechter: Pol van Boekel |                       |           |                                                 | Zwarthoed, Will, Van de Pavert, Massop, Lazić (Cavlan/82), Pröpper, Linssen, Breinburg, Echcharaf (Darri/70), Kabasele, Vermeij | Swinkels, Cornelisse, D. Wuytens, Peters, Heymans , Haemhouts (Ippel/88), Messaoud, S. Wuytens (Heerkens/83), Ondaan (Vicento/28), Boymans, Andrade |  |
|                                                                                       |                       |           |                                                 | | |  |

| 12 april 2014, 16u30                                                                       | FC Eindhoven | 0-3 (0-2) | Willem II                                                                 | Opstelling FC Eindhoven | Opstelling Willem II |  |
| Stadion: Jan Louwersstadion, Eindhoven Toeschouwers: 3.645 Scheidsrechter: Jochem Kamphuis |              |           | 0-1 Jonas Heymans '32 0-2 Cristián Cuevas '42/e.d. 0-3 Justin Mathieu '88 | Van den Kieboom, N'Toko, De Wilde, Deschilder, Cuevas , Van Son , Van Geele, Beekmans (Vermeer/46), Waalkens (Bourdouxhe/46), De Groot, Lagouireh (Van den Hurk/59) | Swinkels, Cornelisse, D. Wuytens, Peters, Heymans, Haemhouts , Messaoud, S. Wuytens, Ondaan (Ippel/82), Boymans, Andrade (Vicento/4, Mathieu/28) |  |
| Stadion: Jan Louwersstadion, Eindhoven Toeschouwers: 3.645 Scheidsrechter: Jochem Kamphuis |              |           |                                                                           | Van den Kieboom, N'Toko, De Wilde, Deschilder, Cuevas , Van Son , Van Geele, Beekmans (Vermeer/46), Waalkens (Bourdouxhe/46), De Groot, Lagouireh (Van den Hurk/59) | Swinkels, Cornelisse, D. Wuytens, Peters, Heymans, Haemhouts , Messaoud, S. Wuytens, Ondaan (Ippel/82), Boymans, Andrade (Vicento/4, Mathieu/28) |  |
| Stadion: Jan Louwersstadion, Eindhoven Toeschouwers: 3.645 Scheidsrechter: Jochem Kamphuis |              |           |                                                                           | Van den Kieboom, N'Toko, De Wilde, Deschilder, Cuevas , Van Son , Van Geele, Beekmans (Vermeer/46), Waalkens (Bourdouxhe/46), De Groot, Lagouireh (Van den Hurk/59) | Swinkels, Cornelisse, D. Wuytens, Peters, Heymans, Haemhouts , Messaoud, S. Wuytens, Ondaan (Ippel/82), Boymans, Andrade (Vicento/4, Mathieu/28) |  |
|                                                                                            |              |           |                                                                           | | |  |

| 18 april 2014, 20u00                                                                                   | Willem II                                                               | 3-2 (2-2) | FC Emmen                               | Opstelling Willem II | Opstelling FC Emmen |  |
| Stadion: Koning Willem II Stadion, Tilburg Toeschouwers: 10.650 Scheidsrechter: Martin van den Kerkhof | '26 Jonas Heymans 1-1 '28/e.d. Tim Siekman 2-1 '52 Robbie Haemhouts 3-2 |           | 0-1 Tim Siekman '9 2-2 Kevin Görtz '31 | Swinkels, Cornelisse, D. Wuytens, Peters, Heymans, Haemhouts, Messaoud (Heerkens/88), S. Wuytens (Ippel/80), Ondaan , Boymans, Mathieu (Mamedov/90) | Van der Vlag, Görtz, Pedro, Siekman (Kampman/87 ), Metaj, Bannink (Almubaraki/57), Rozema, Resida (De Wit/73), Martinus, Weghorst, Schokker |  |
| Stadion: Koning Willem II Stadion, Tilburg Toeschouwers: 10.650 Scheidsrechter: Martin van den Kerkhof |                                                                         |           |                                        | Swinkels, Cornelisse, D. Wuytens, Peters, Heymans, Haemhouts, Messaoud (Heerkens/88), S. Wuytens (Ippel/80), Ondaan , Boymans, Mathieu (Mamedov/90) | Van der Vlag, Görtz, Pedro, Siekman (Kampman/87 ), Metaj, Bannink (Almubaraki/57), Rozema, Resida (De Wit/73), Martinus, Weghorst, Schokker |  |
| Stadion: Koning Willem II Stadion, Tilburg Toeschouwers: 10.650 Scheidsrechter: Martin van den Kerkhof |                                                                         |           |                                        | Swinkels, Cornelisse, D. Wuytens, Peters, Heymans, Haemhouts, Messaoud (Heerkens/88), S. Wuytens (Ippel/80), Ondaan , Boymans, Mathieu (Mamedov/90) | Van der Vlag, Görtz, Pedro, Siekman (Kampman/87 ), Metaj, Bannink (Almubaraki/57), Rozema, Resida (De Wit/73), Martinus, Weghorst, Schokker |  |
| |                                                                         |           |                                        | | |  |

| 21 april 2014, 14u30                                                                          | Willem II                                                                            | 4-0 (1-0) | Telstar | Opstelling Willem II | Opstelling Telstar                                                                        |  |
| Stadion: Koning Willem II Stadion, Tilburg Toeschouwers: 13.000 Scheidsrechter: Dennis Higler | '25 Ruud Boymans 1-0 '47 Jonas Heymans 2-0 '65 Ali Messaoud 3-0 '77 Ruud Boymans 4-0 |           |         | Swinkels, Cornelisse (Heerkens/83), D. Wuytens, Peters, Heymans, Haemhouts, Messaoud, S. Wuytens (Ippel/75), Ondaan, Boymans , Mathieu (Vicento/46) | Zonneveld, Correia, Rifai , Kok , Salasiwa, Essen, Kulhan, Lettinga, Klos, Isoufi, Maayen |  |
| Stadion: Koning Willem II Stadion, Tilburg Toeschouwers: 13.000 Scheidsrechter: Dennis Higler |                                                                                      |           |         | Swinkels, Cornelisse (Heerkens/83), D. Wuytens, Peters, Heymans, Haemhouts, Messaoud, S. Wuytens (Ippel/75), Ondaan, Boymans , Mathieu (Vicento/46) | Zonneveld, Correia, Rifai , Kok , Salasiwa, Essen, Kulhan, Lettinga, Klos, Isoufi, Maayen |  |
| Stadion: Koning Willem II Stadion, Tilburg Toeschouwers: 13.000 Scheidsrechter: Dennis Higler |                                                                                      |           |         | Swinkels, Cornelisse (Heerkens/83), D. Wuytens, Peters, Heymans, Haemhouts, Messaoud, S. Wuytens (Ippel/75), Ondaan, Boymans , Mathieu (Vicento/46) | Zonneveld, Correia, Rifai , Kok , Salasiwa, Essen, Kulhan, Lettinga, Klos, Isoufi, Maayen |  |
|                                                                                               |                                                                                      |           |         | |                                                                                           |  |

| 25 april 2014, 20u00                                                                          | Almere City FC      | 1-2 (1-0) | Willem II                                     | Opstelling Almere City FC | Opstelling Willem II |  |
| Stadion: Mitsubishi Forkliftstadion, Almere Toeschouwers: 1.121 Scheidsrechter: Siemen Mulder | '41 Ricardo Kip 1-0 |           | 1-1 Norair Mamedov '48 1-2 Niek Vossebelt '75 | Van Duin, Ottenhof (Browne/84), L. Nieuwpoort, Toet, S. Nieuwpoort, Kip, Ahannach, Oost (Receveur/68), Dissels, Janssen (Tadmine/75), Hoefdraad | Swinkels, Van Buuren, Vossebelt, Van Huijgevoort, Jallo, Ippel (Van Zeelst/83), Haemhouts, Zanelli (Vleugels/73), Mamedov, Messaoud, Vicento (Mathieu/65) |  |
| Stadion: Mitsubishi Forkliftstadion, Almere Toeschouwers: 1.121 Scheidsrechter: Siemen Mulder |                     |           |                                               | Van Duin, Ottenhof (Browne/84), L. Nieuwpoort, Toet, S. Nieuwpoort, Kip, Ahannach, Oost (Receveur/68), Dissels, Janssen (Tadmine/75), Hoefdraad | Swinkels, Van Buuren, Vossebelt, Van Huijgevoort, Jallo, Ippel (Van Zeelst/83), Haemhouts, Zanelli (Vleugels/73), Mamedov, Messaoud, Vicento (Mathieu/65) |  |
| Stadion: Mitsubishi Forkliftstadion, Almere Toeschouwers: 1.121 Scheidsrechter: Siemen Mulder |                     |           |                                               | Van Duin, Ottenhof (Browne/84), L. Nieuwpoort, Toet, S. Nieuwpoort, Kip, Ahannach, Oost (Receveur/68), Dissels, Janssen (Tadmine/75), Hoefdraad | Swinkels, Van Buuren, Vossebelt, Van Huijgevoort, Jallo, Ippel (Van Zeelst/83), Haemhouts, Zanelli (Vleugels/73), Mamedov, Messaoud, Vicento (Mathieu/65) |  |
|                                                                                               |                     |           |                                               | | |  |

### KNVB-Beker

#### Tweede ronde
| 24 september 2013, 20u00                                                                      | Excelsior '31                               | 2-1 (0-1) | Willem II            | Opstelling Excelsior '31 | Opstelling Willem II |  |
| Stadion: Sportpark De Koerbelt, Rijssen Toeschouwers: 1.250 Scheidsrechter: Merlijn Gerritsen | '77John Lubbers 1-1 '108 Hakim Ezafzafi 2-1 |           | 0-1 Ruud Boymans '39 | Kok , Draganovic , David, Lubbers, Vosskuhler , Bloemendaal (Ten Hoeve/98), Isa , Davina (Ten Hove/78), Ezafzafi (Aydin/118), Mahmudov, Wilens | Swinkels, Cornelisse, Heerkens , Peters (Van Huijgevoort/18), Jallo, Vossebelt, Haemhouts (Ippel/72), Messaoud (Zanelli/66), Ondaan, Boymans, Lumu |  |
| Stadion: Sportpark De Koerbelt, Rijssen Toeschouwers: 1.250 Scheidsrechter: Merlijn Gerritsen |                                             |           |                      | Kok , Draganovic , David, Lubbers, Vosskuhler , Bloemendaal (Ten Hoeve/98), Isa , Davina (Ten Hove/78), Ezafzafi (Aydin/118), Mahmudov, Wilens | Swinkels, Cornelisse, Heerkens , Peters (Van Huijgevoort/18), Jallo, Vossebelt, Haemhouts (Ippel/72), Messaoud (Zanelli/66), Ondaan, Boymans, Lumu |  |
| Stadion: Sportpark De Koerbelt, Rijssen Toeschouwers: 1.250 Scheidsrechter: Merlijn Gerritsen |                                             |           |                      | Kok , Draganovic , David, Lubbers, Vosskuhler , Bloemendaal (Ten Hoeve/98), Isa , Davina (Ten Hove/78), Ezafzafi (Aydin/118), Mahmudov, Wilens | Swinkels, Cornelisse, Heerkens , Peters (Van Huijgevoort/18), Jallo, Vossebelt, Haemhouts (Ippel/72), Messaoud (Zanelli/66), Ondaan, Boymans, Lumu |  |
|                                                                                               |                                             |           |                      | | |  |